# Budapest–Sátoraljaújhely-vasútvonal
A Budapest–Sátoraljaújhely-vasútvonal a MÁV 80-as számú 25 kV 50 Hz-cel villamosított magyarországi vasúti fővonala. A vasúti pálya Budapest-Keleti és Kőbánya felső között háromvágányú, Kőbánya felső és Mezőzombor között kétvágányú, Mezőzombor és Sátoraljaújhely között egyvágányú.
A vasútvonal elsődlegesen a fővárost a borsodi Miskolccal és Sátoraljaújhellyel köti össze, de a vonalon bonyolódik le Kassa felé nemzetközi, Sátoraljaújhely és Nyíregyháza felé távolsági InterCity – köztük a kör-InterCity vonatok is –, Eger és Gyöngyös felé távolsági InterRégió, Hatvanig – Gödöllő zónahatárral – pedig jelentős elővárosi hivatásforgalom.

## Története
A Rákos-patak völgyében a Gödöllői-dombságot átszelő, majd a Galga-folyó mentén Hatvanig tartó vasút 1867-ben épült a Magyar Északi Vasút (MÉV) Pest–Salgótarján vonalának részeként. A Budapest–Hatvan-vonalat Gödöllőn is átvezették: a cél a Salgótarján-környéki érc- és szénbányák voltak. A király és a felségek kedvéért megépült Kőbányán a 100-as vonalból elágazó „Királyvágány” és Gödöllőn a királyi váróterem is.
Az építkezés közben a társaság többször is csődbe ment. A Pest–Hatvan közötti hatvannyolc kilométeres szakaszt – a MÉV többvágányos fejpályaudvarával, a „Losonczi” pályaudvarral (a későbbi Budapest-Józsefváros) együtt – 1867. április 2-án adták át a forgalomnak. Májusra a Salgótarjánig tartó vonal is elkészült, azonban 1868-ban a többszöri megmentési kísérlet után a kormány már nem segítette ki újból a társaságot, hanem az 1868. június 30-án kelt adásvételi szerződéssel a teljes vasútvonalát minden tartozékával, a folytatás okán elkészült munkatervvel és jogával tehermentesen hét és fél millió forint vételáron megvásárolta. Ezzel a vasútvonal 1868. július 1-jén az állam tulajdonába került. Ezt a szerződést tekintik a Magyar Királyi Államvasút alapító okmányának, így az akkor alakult MÁV első vonala lett. Eredeti végállomása a Józsefváros pályaudvar volt, aminek a szerepét 1884-től a Keleti pályaudvar vette át, azóta innen indulnak a személyszállító vonatok.
A következő években a Hatvan és Miskolc (1869–1870 között), valamint a Hatvan és Szolnok közötti vasútvonalak is megépültek (1873-ban), így a vonal egyik jelentős állomása, Hatvan, vasúti csomóponttá vált. Miskolcra már 1859-ben megérkezett a vasút Szerencs irányából, majd 1860-ban megépült a Kassa felé vezető vasútvonal is, így vasúti összeköttetésbe került Kassával. 1871-ben adták át a gömöri vonalat, ami közlekedési szempontból lényeges ugrás volt. 1871-ben a Magyar Északkeleti Vasút megnyitotta Szerencs–Sátoraljaújhely vonalát. A vasútépítés idején Sátoraljaújhelyen érdekütközéseket keltett a pályaudvar elhelyezése, mert az építtető vasúttársaság és az állam az indóház helyét máshová javasolta, mint ahová az újhelyiek óhajtották. A vasútvonal folytatása Sátoraljaújhelytől Ungvárig 1872-ben készült el.
A vonal kezdő- és végpontja közötti legfontosabb állomások, csomópontok a következők (zárójelben a csatlakozó vasútvonalak számával): Hatvan (81, 82), Vámosgyörk (85), Kál-Kápolna (84, 102), Füzesabony (87, 108), Mezőkövesd, Nyékládháza (89), Miskolc-Tiszai (92), Szerencs (98) és Sárospatak.
A vonal legnagyobb állomása Miskolc-Tiszai pályaudvar, melynek fogadóépülete 1901-ben épült Pfaff Ferenc tervei alapján, eklektikus stílusban. Nevét onnan kapta, hogy Miskolcot a Tiszavidéki Vasút pályája kötötte be az országos hálózatba. Az épület műemlék, utoljára 2003-ban újították fel, megtartva az eredeti kinézetét és hangulatát. A felújítás során többféle módon akadálymentesítették, például a vakok számára a padlón vezetőcsíkokat létesítettek. Az épület mellett a közösségi közlekedés megállóit és a peronokat aluljáró köti össze. A homlokzatán látható évszámok az állomás 1859-es létrejöttére, az épület 1901-es elkészültére, valamint a 2003-as utolsó felújításra utalnak.
Régebben a vonal Mezőzombor és Sátoraljaújhely között is kétvágányú volt, azonban miután a kishatárforgalom Kisújhely felé megszűnt, illetve a Kassa felé tartó nemzetközi vonatokat elterelték Hidasnémeti felé, egy 1990-es évekbeli pályafelújítás során egyvágányúra építették át a vonalat. A régi második vágány alépítménye többségében megmaradt (bevágások, hidak), illetve Szegi és Erdőbénye megállóhelyek peronjai a második vágány helyére épültek meg.
A vonalat 1956-ban villamosították. Üzemileg csatlakozik hozzá a gödöllői HÉV.
A vonal zempléni szakaszának furcsasága, hogy egyes állomások észszerűtlenül nem azoknak a településeknek a nevét viselik, amelyeken az állomások elhelyezkednek. A Bodrogkisfaludon lévő állomás Bodrogkeresztúr, a Szegilongon lévő megállóhely Erdőbénye, míg a Vámosújfaluban lévő állomás Olaszliszka-Tolcsva nevét viseli.

## Pálya, műtárgyak
A 80-as számú vasútvonal Budapest-Keleti és Kőbánya felső között három-, Kőbánya felsőtől Mezőzomborig kétvágányú, villamosított.
A Hatvan és Füzesabony közötti szakaszt 1961-ben, a Füzesabony és Miskolc-Tiszai állomás közötti részt 1962-ben, a Miskolc és Mezőzombor közötti vonalszakaszt pedig 1966-ban, a Szerencset Nyíregyházával összekötő vasútvonallal együtt villamosították. Azonban hiába lett kiépítve a felsővezeték Budapest és Miskolc között már az 1960-as évek elejére, még alapvetően gőzmozdonyos üzemet kellett folytatni, mivel nem állt rendelkezésre a MÁV-nál megfelelő számú villamosmozdony. Ezt orvosolták az 1963-tól nagy számban gyártott és beszerzett V43-as villanymozdony-sorozattal.
A Mezőzombor és Sátoraljaújhely / magyar-szlovák országhatár közötti rész villamosítása 2016-ban kezdődött és 2019-ben fejeződött be.
Engedélyezett legnagyobb sebesség: Pécel és Aszód állomások között 80–100 km/óra, Aszód és Hatvan között 100 km/óra volt.
A pálya korossága miatt azonban előfordultak 40-60-80 km/órás lassújelek is. A közelmúltbeli átépítés után a pályasebesség összességében növekedett. Hatvan és Mezőzombor között 120 km/óra, Mezőzombor és Sárospatak között 100 km/óra, Sárospatak és Sátoraljaújhely között pedig 80 km/óra.

### Engedélyezett sebesség
| Kezdőpont                | Végpont                  | Táv [km] | Sebesség [km/h] | Sebesség [km/h] |
| Kezdőpont                | Végpont                  | Táv [km] | (jobb vágány)   | (bal vágány)    |
| ------------------------ | ------------------------ | -------- | --------------- | --------------- |
| Budapest-Keleti          | Rákos                    | 8        | 60/80           | 60/80           |
| Rákos                    | Pécel                    | 13       | 120             | 120             |
| Pécel                    | Isaszeg                  | 9        | 100             | 100             |
| Isaszeg                  | Gödöllő                  | 6        | 120             | 120             |
| Gödöllő                  | Aszód                    | 15       | 100/120         | 100/120         |
| Aszód                    | Hatvan                   | 16       | 120/(160)       | 120/(160)       |
| Hatvan                   | Vámosgyörk               | 20       | 60–120          | 120             |
| Vámosgyörk               | Karácsond mh.            | 20       | 60–80–100       | 60–80–100       |
| Karácsond mh.            | Ludas                    | 9        | 100–120         | 120             |
| Ludas                    | Nagyút                   | 5        | 120             | 120             |
| Nagyút                   | Kál-Kápolna              | 7        | 120             | 60–120          |
| Kál-Kápolna              | Füzesabony               | 12       | 120             | 120             |
| Füzesabony               | Mezőkövesd               | 13       | 120             | 80–100          |
| Mezőkövesd               | Mezőkövesd felső         | 2        | 120             | 80              |
| Mezőkövesd felső         | Mezőkeresztes-Mezőnyárád | 7        | 120             | 40–60–120       |
| Mezőkeresztes-Mezőnyárád | Csincse mh.              | 9        | 80–100          | 80–100          |
| Csincse mh.              | Emőd                     | 6        | 60–120          | 60–80           |
| Emőd                     | Nyékládháza              | 7        | 60              | 120             |
| Nyékládháza              | Kistokaj mh.             | 4        | 60–100–120      | 120             |
| Kistokaj mh.             | Miskolc-Tiszai           | 9        | 120             | 100             |
| Miskolc-Tiszai           | Felsőzsolca              | 5        | 100             | 100             |
| Felsőzsolca              | Hernádnémeti-Bőcs        | 10       | 60–120          | 60–120          |
| Hernádnémeti-Bőcs        | Szerencs                 | 23       | 120             | 120             |
| Szerencs                 | Sátoraljaújhely          | 36       | 80–100          | 80–100          |

Nagyút és Mezőkeresztes-Mezőnyárád állomások között a bal vágány rosszabb állapotának oka, hogy Bükkábrányból, a lignit bányából a Mátrai Erőműbe azon közlekednek a rakott vonatok.

### Biztosítóberendezés
A vasútvonal állomásain többnyire DOMINO 55 típusú biztosítóberendezések üzemelnek, amelyek kapcsolódnak a miskolci Központi Forgalom Ellenőrzési (KÖFE) központhoz. A nyíltvonalak önműködő biztosított térközjelzőkkel vannak felszerelve, a jelfeladás kiépített.
Mezőzombor állomás a Mezőzombor–Nyíregyháza KÖFI-hez (Központi Forgalom Irányítási Központ) csatlakozik.
Mezőzombortól az országhatárig állomásköz szerinti követési rend van érvényben, az állomásokon távvezérelt D55 biztosító berendezés üzemel.

### Földrajz

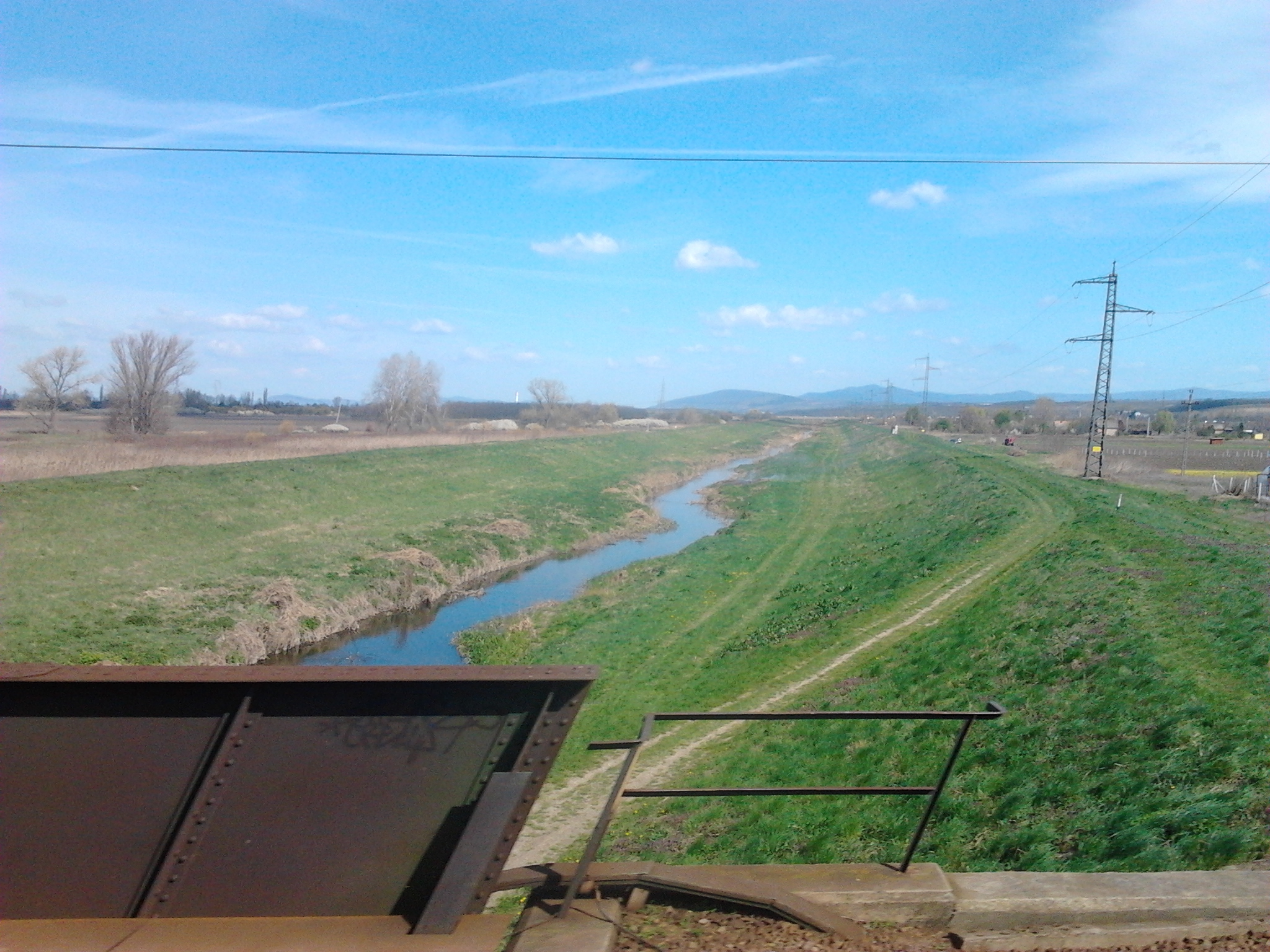
A Zagyva a hatvani vasúti hídról észak felé nézve

A vasútvonal útja során átvág az Alföld északi peremén, az Egri-Bükkalján, a Borsodi-Mezőségen, hogy végül a Taktaközön át jusson el a Zempléni-hegység lábaihoz.
A Hatvan-Sátoraljaújhely vasútvonal a főváros felől a következő folyók, patakok, vízfolyások felett halad át: Zagyva (Hatvan), Ágói-patak, (Hort), Szarv-Ágy (Horttól keletre), Rédei-Nagy-patak, (Vámosgyörk keleti széle), Gyöngyös-patak (Vámosgyörk és Adács közt, Külső-Mérges-patak, (Adács nyugati szélén), Karácsondi-árok, (Karácsondtól délre, Bene-patak, (Ludastól keletre), Tarnóca-patak, (Nagyút és Ludas közt), Száraz-ér, (Nagyúttól keletre), Tarna (Kál nyugati szélén), Laskó-patak (Füzesabony nyugati szélén), Eger-csatorna, Füzesabony keleti szélén, Eger-patak, (itt Rima-patak néven fut), (Szihalom nyugati szélén), Ostoros-patak, (Heves vármegye és Borsod-Abaúj-Zemplén vármegye határán, Kánya-patak, (Mezőkövesd nyugati szélén, Hór-patak, Mezőkövesd város belterületén, Lator-patak, (Mezőkövesd és Mezőnyárád közt, Kácsi-patak, (Mezőnyárádtól délre), Csincse-patak és Kis-Csincse-patak (Csincsétől nyugatra, Kulcsár-völgyi-patak, (Emődtől keletre, Hejő Mályinál, Sajó-folyó(Felsőzsolca délnyugati részén),Hernád-folyó (Hernádnémeti-Bőcs nyugati részén) Harangod-patak, (Taktaharkány), Gilip-patak, (Bekecstől délre, Szerencs-patak, Mádi-patak, (Szerencs), Bényei-patak, (Erdőbénye), Tolcsva (Vámosújfalu), Hotyka-patak (Sárospatak nyugati széle), Suta-patak (Sárospatak keleti széle), valamint a Ronyva-patak (Sátoraljaújhely).

## Forgalom
A vonalon ütemes menetrend van érvényben. Személyvonatok és InterRégió vonatok félóránként, egymáshoz hangolva közlekednek. Mindennap Budapest-Keleti–Gödöllő között személyvonat közlekedik, félórás személyvonati sűrűséget biztosítva (hétköznap a reggeli csúcsidőben Budapest–Aszód, a kora reggeli és késő esti órákban Budapest–Hatvan, napi 1 pár Budapest–Füzesabony, illetve napi 2 pár Budapest–Miskolc között is közlekednek személyvonatként). Munkanapokon reggel 3 gyorsított személyvonatok is közlekednek Isaszegtől. Budapest felé. Kétóránként közlekedik a kör-IC, valamint a közvetlen Budapest–Miskolc–Kassa/Sátoraljaújhely (Hernád-Zemplén) InterCity vonat. Nyári szezonban közvetlen expresszvonat közlekedik Miskolc–Fonyód (Ezüstpart) és közvetlen sebesvonat Budapest–Balmazújváros (Tisza-tó) között. Vasárnap délután szintén egy expresszvonat közlekedik Kazincbarcikától Budapest felé (Sajó).
Az átlagos napi vonatszám a Keleti pályaudvar – Kőbánya felső szakaszon 292 vonat (ebből 275 személy, 0 teher, 17 egyéb), a Kőbánya-felső–Rákos szakaszon 310 vonat (ebből 261 személy, 31 teher, 18 egyéb), a Rákos–Gödöllő szakaszon 155 vonat (ebből 128 személy, 21 teher, 6 egyéb), a Gödöllő–Hatvan szakaszon 139 vonat (ebből 111 személy, 21 teher, 7 egyéb).
A lista a 2022–2023-es menetrend adatait tartalmazza.
| Vonat                    | Útvonal |
| személyvonatok           | személyvonatok                                                                                                  |
| ------------------------ | --- |
| S80                      | Budapest-Keleti – Isaszeg – Gödöllő (– Hatvan – Füzesabony)                                                     |
| G80                      | Isaszeg → Pécel → Rákoscsaba → Budapest-Keleti                                                                  |
| S77                      | (Hatvan –) Aszód – Vácrátót – Vác                                                                               |
| S780                     | Hatvan – Aszód – Balassagyarmat                                                                                 |
| személy                  | Budapest-Keleti – Gödöllő – Füzesabony – Miskolc-Tiszai                                                         |
| személy                  | Gyöngyös → Vámosgyörk → Hatvan → Gödöllő → Budapest-Keleti                                                      |
| sebesvonat               | |
| S 15502/15503 TISZA-TÓ   | Budapest-Keleti – Hatvan – Füzesabony – Poroszló – Tiszafüred – Balmazújváros (csak nyári szezonban közlekedik) |
| InterRégió               | |
| IR 540-5514 AGRIA        | Budapest-Keleti – Gödöllő – Hatvan – Füzesabony – Eger                                                          |
| IR 3011-3078 MÁTRA       | Budapest-Keleti – Gödöllő – Hatvan – Vámosgyörk – Gyöngyös                                                      |
| IR 509                   | Miskolc-Tiszai → Mezőkövesd → Füzesabony → Hatvan → Isaszeg → Budapest-Keleti                                   |
| expresszvonatok          | |
| Ex 15403 SAJÓ            | Kazincbarcika → Sajóecseg → Miskolc-Gömöri → Gödöllő → Budapest-Keleti                                          |
| Ex 15606/15607 EZÜSTPART | Miskolc-Tiszai – Hatvan – Székesfehérvár – Fonyód (csak nyári szezonban közlekedik)                             |
| InterCity                | |
| IC 501-528 ZEMPLÉN       | Budapest-Keleti – Hatvan – Mezőkövesd – Miskolc-Tiszai – Sárospatak – Sátoraljaújhely                           |
| IC 518 BORSOD            | Budapest-Keleti → Hatvan → Füzesabony → Mezőkövesd → Miskolc-Tiszai                                             |
| IC 519-688 TOKAJ         | Budapest-Keleti – Hatvan – Miskolc-Tiszai – Nyíregyháza – Debrecen – Püspökladány – Szolnok – Budapest-Nyugati  |
| IC 182-199 HERNÁD        | Budapest-Keleti – Hatvan – Mezőkövesd – Miskolc-Tiszai – Hidasnémeti (– Košice (Kassa))'                        |

### Járművek
A vonal villamosított szakaszán jellemzően a V43-as villanymozdony-sorozat a meghatározó vontatási eszköz a személyszállításban, de InterCity vonatok élén is gyakran megtalálhatók V63-as „Gigant" becenevű, valamint 480 sorozatú, Bombardier TRAXX típusú villanymozdonyok. Mivel a Sátoraljaújhely–Újhely (Slovenské Nové Mesto) határátmenet szlovák területre eső szakasza nem villamosított, ezért a tehervonatok átemelését rendszerint a szlovák ŽSSK Cargo, vagy más (magántulajdonú) vasúttársaság dízelmozdonya segítségével végzik el, jellemzően 742 sorozatú, Kocúr becenevű, vagy pedig 751 sorozatú, Bardotka becenevű mozdonyokkal. Teherszállításban a V43-asok mellett a V63-as villanymozdonyok is számottevőek, de domináns a Rail Cargo Hungaria 1116 sorozatú kétáramnemű mozdonyainak a jelenléte is. Szerencstől Sátoraljaújhelyig a villamosítást megelőzően az M41-es dízelmozdonyok voltak meghatározóak, iskolaidőszakban hétvégeken InterCity-forgalomban pedig megjelentek a Siemens-gyártmányú Desiro dízel motorvonatok is. A korábban dízelüzemű, nem villamosított szakaszon az M62-es „Szergej” dízelmozdonyok is gyakran előfordultak, melyeket Miskolc Vontatási Főnökség adott ki szolgálatra.
A 2008 nyári menetrendben megjelentek a Bombardier Talent motorvonatok is az elővárosi forgalomban rövid ideig. 2009 májusától Stadler FLIRT motorvonatok közlekednek Budapest–Gödöllő–Hatvan között személyvonatként, valamint gyorsított személyvonatként. Budapest–Eger és Budapest–Gyöngyös között Stadler FLIRT és Stadler KISS villamos motorvonatok is közlekednek InterRégióként is.
A tehervonatokat V43-as és V63-as mozdonyok továbbítják a magánszolgáltatók mellett.
Az InterCity-vonatok többnyire MÁV szabványú Avmz, Ap, Bpmz, Bmz, Bp, valamint Posta Bhv kocsikkal közlekednek, továbbá a 2017/18-as menetrend bevezetéséig a cseh vasút Apee, Bpee, Bee, valamint Bbdgmee kocsijai is jelen voltak a viszonylatban.

### Balesetek
A rákosi vasúti baleset a magyar vasút történetének egyik balesete volt 1952. június 4-én, amikor hibás váltóállítás következtében két vonat ütközött Rákos vasútállomásnál. A váltókezelőt először halálra ítélték, majd kegyelmet kapott, és életfogytig tartó szabadságvesztésre módosították büntetését. Ezt Sztálin 1953-as halála után néhány évnyi börtönre mérsékelték.
Az Atkár–Csány közötti kettős baleset a két település közti úton, 1992. január 7-én, a vasút 825-ös számú hektométer-szelvényében történt tehervonat-autóbusz ütközés, majd egy ebből fakadóan bekövetkezett második baleset, a már álló tehervonat és egy gyorsvonat ütközése, illetve utóbbi kisiklása volt. A balesetekben 6 fő halt meg, 11 fő szenvedett különböző fokú sérüléseket.

## Fejlesztések

### Budapest és Hatvan között
A vasútvonal felújítását a vonal megnyitásának 150. évfordulóján kezdték meg, 2018. március elején. A leromlott pályaszakaszok miatt a járművek átlagsebessége alacsony volt, több szakaszon 40–60–80–90 km/h-s lassújelek voltak érvényben. Kevés volt az akadálymentes állomás, hiányoztak a P+R parkolók, autóbusz fordulók, térfigyelő kamera-rendszerek és a szükséges helyeken a zajvédő falak. Nem bizonyult megfelelőnek az utastájékoztatás. A felsővezeték elérte a 60 éves életkort.
A fejlesztés két ütemben (Rákos–Gödöllő és Gödöllő–Hatvan) történt.
- A 100–120–160 km/h pályasebesség valamint a  225 kN tengelyterhelés elérése. Két nyomvonal-korrekció, Aszód és Tura közelében.
- A vasútállomások és a megállóhelyek korszerűsítése
- Öt darab új külön szintű közúti keresztezés kialakítása (Budapest XVII. Cinkotai út és Tarcsai út, Pécel Rét utca, Isaszeg előtt a 3103. út keresztezés, Gödöllő Köztársaság út).
- A villamos felsővezeték átépítése.
- Új elektronikus biztosítóberendezés, utastájékoztató és térfigyelő kamera-rendszer létesítése.
- Az állomásokon és megállóhelyeken 550 mm magas peronok, peronaluljárók, perontetők, állomási előterek, autóbusz-fordulók és P+R parkolók építése.
- A szükséges szakaszokon zajvédő falak kiépítése.
- Akadémiaújtelep megállóhely néven egy új vasúti állomás létesítése Budapest XVII. kerületében

A kivitelezés 2018-ban kezdődött és nettó 124,5 milliárd forintból 2020-as határidővel valósult meg Európai Uniós forrásokból.

### Hatvan és Szerencs között
A vonalszakasz állapota jelentősen leromlott az utóbbi évtizedekben, nagy részén 40–60–80–100 km/h-ra csökkent az engedélyezett sebesség. A MÁV a vasútvonal folyamatos karbantartása mellett célul tűzte ki a fejlesztést, melyre a Rákos - Hatvan szakasz felújítását követően, 2021 után kerülhet sor. Cél a vasútvonal Szerencsig tartó szakaszán, vagyis az V. számú páneurópai folyosón a 160 km/h pályasebesség és a 225 kN tengelyterhelés elérése, a személyszállítási szolgáltatási színvonal növelése (a peronok felújítása, az állomások akadálymentes megközelítése, P+R és B+R parkolók telepítése),a kölcsönös átjárhatóság biztosítása érdekében az ETCS vonatbefolyásoló rendszer telepítése, továbbá a hidak, az átjárók, az energiaellátás valamint a biztosítóberendezés korszerűsítése.
A teljes átépítést megelőzően a MÁV 2013-2015 között Nagyút és Mezőkeresztes-Mezőnyárád állomások között átépítette a jobb vágány nyílt vonali szakaszait. Ezt követően tervezte az érintett állomások felének a rendbetételét is úgy, hogy a rakott lignitszállító vonatok által használt, így az újbóli gyors leromlástól fenyegetett, rosszabb állapotú bal vágány és az ahhoz kapcsolódó állomási infrastruktúra állapota nem változott volna. A további átépítést az Integrált Közlekedésfejlesztési Operatív Program (IKOP) támogatása tette volna lehetővé, 2016-ban azonban a kormány törölte ezt a beruházást a támogatandó projektek listájáról. A vasútvonal e szakaszának fejlesztésére a Hatvan - Miskolc szakasz felújításakor kerül majd sor.

### Szerencs és Sátoraljaújhely között
2012 végére elkészült a Mezőzombor–Bodrogkeresztúr állomásköz átépítése 54 kg/fm, hézagnélküli kivitelben, részben a 100-as vonal átépítése során visszanyert anyagok felhasználásával. A felújítás befejeztével a 30–40 km/h sebességkorlátozások megszűntek, újra 80 km/h lett az engedélyezett sebesség. A Bodrogkeresztúr–Erdőbénye szakasz felújítása 2014. szeptember 15 és november 30, az Erdőbénye–Olaszliszka-Tolcsva állomásköz felújítása 2015. április 9 és július 11 között  készült el. 2016-tól Olaszliszka-Tolcsva–Sárospatak, 2017-től pedig a Sárospatak–Sátoraljaújhely állomásköz kerül felújításra a villamosítással bezárólag. A felsorolt szakaszokon a Sárospatak-Sátoraljaújhely állomásköz kivételével 100 km/h lett az engedélyezett sebesség, bár a sebességemelés a teljes Mezőzombor - Sátoraljaújhely szakaszon tervezve volt.
A vasút villamosítás teljes nettó összege 23 milliárd forint, ennek az első része a MÁV hazai forrásának felhasználásával történt 2015 tavaszáig, mintegy 2 milliárd forint értékben. A beruházási összeg magába foglalja végig az egész szakaszon a jelzőberendezések kialakítását, a peronok és a különböző fogadó egységek felújítását és természetesen a drótok kihúzását is. Eredetileg 2016-ra tervezték a munkák befejezését, a kivitelezést végül 2017 szeptemberében kezdték meg. A felső vezeték feszültség alá helyezése 2019. május 21-én megtörtént, a villamos üzem pedig 2019. július 2-án kezdődött meg. A kivitelező a Vasútépítők Kft. és a Vasútvill Kft. közös vállalkozása, az M-S Konzorcium volt.

## Képgaléria

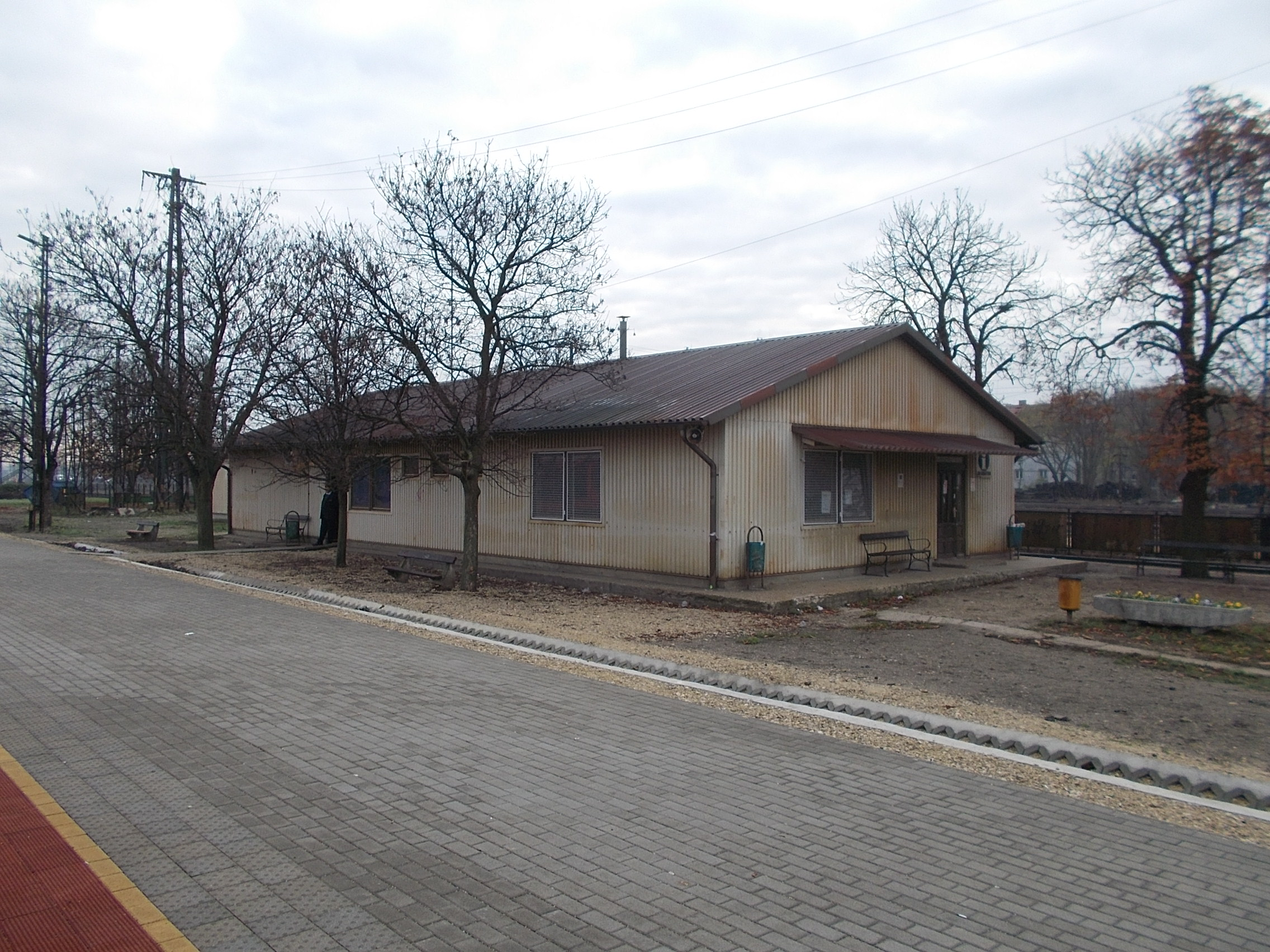
Kőbánya felső
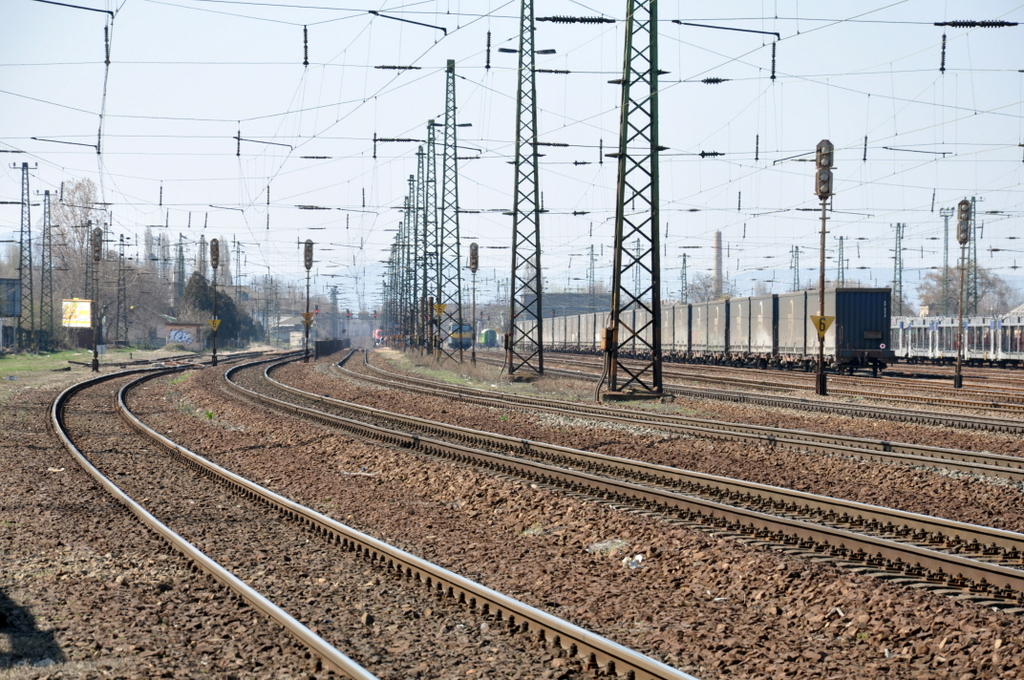
Rákos
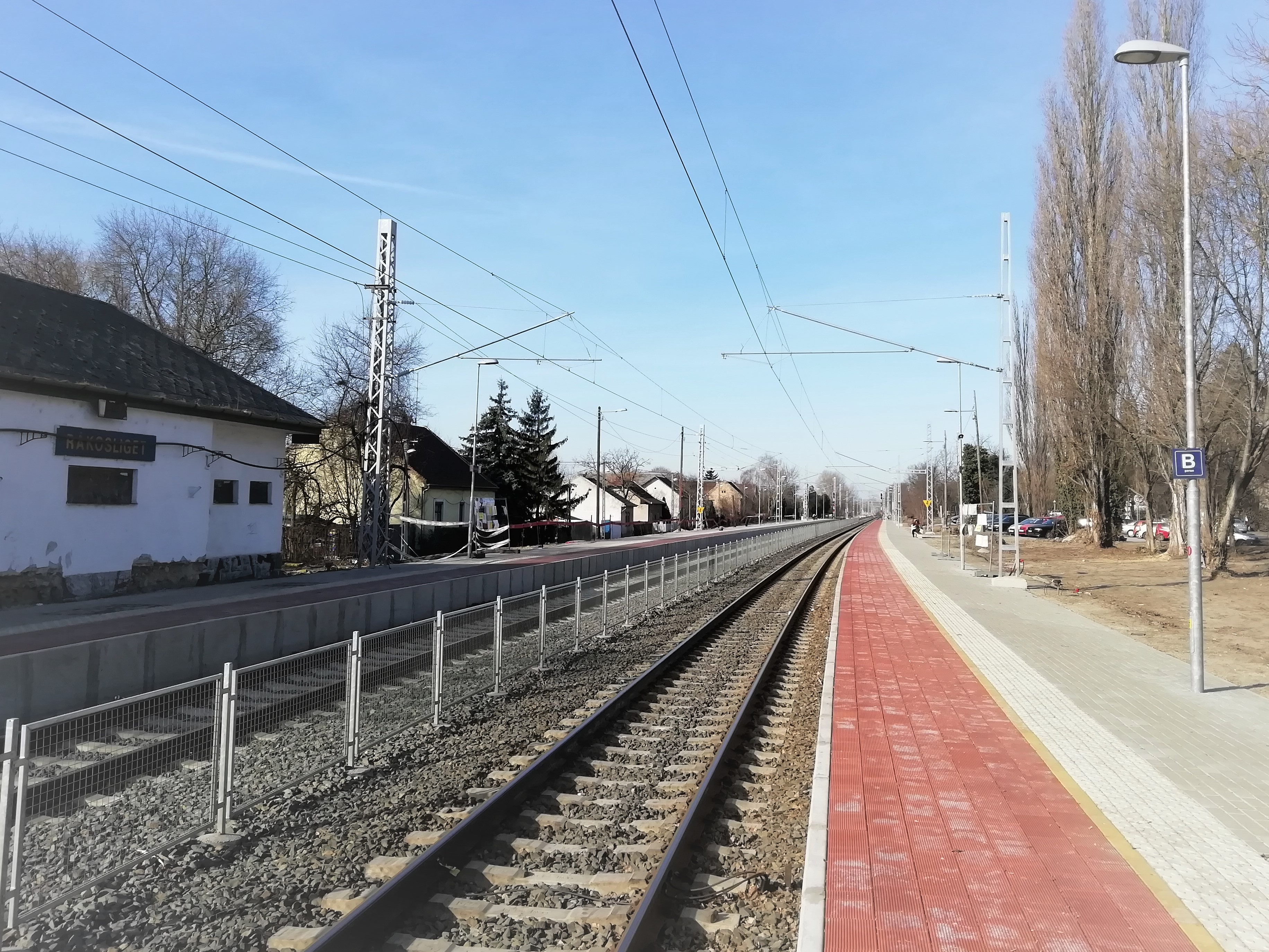
Rákosliget
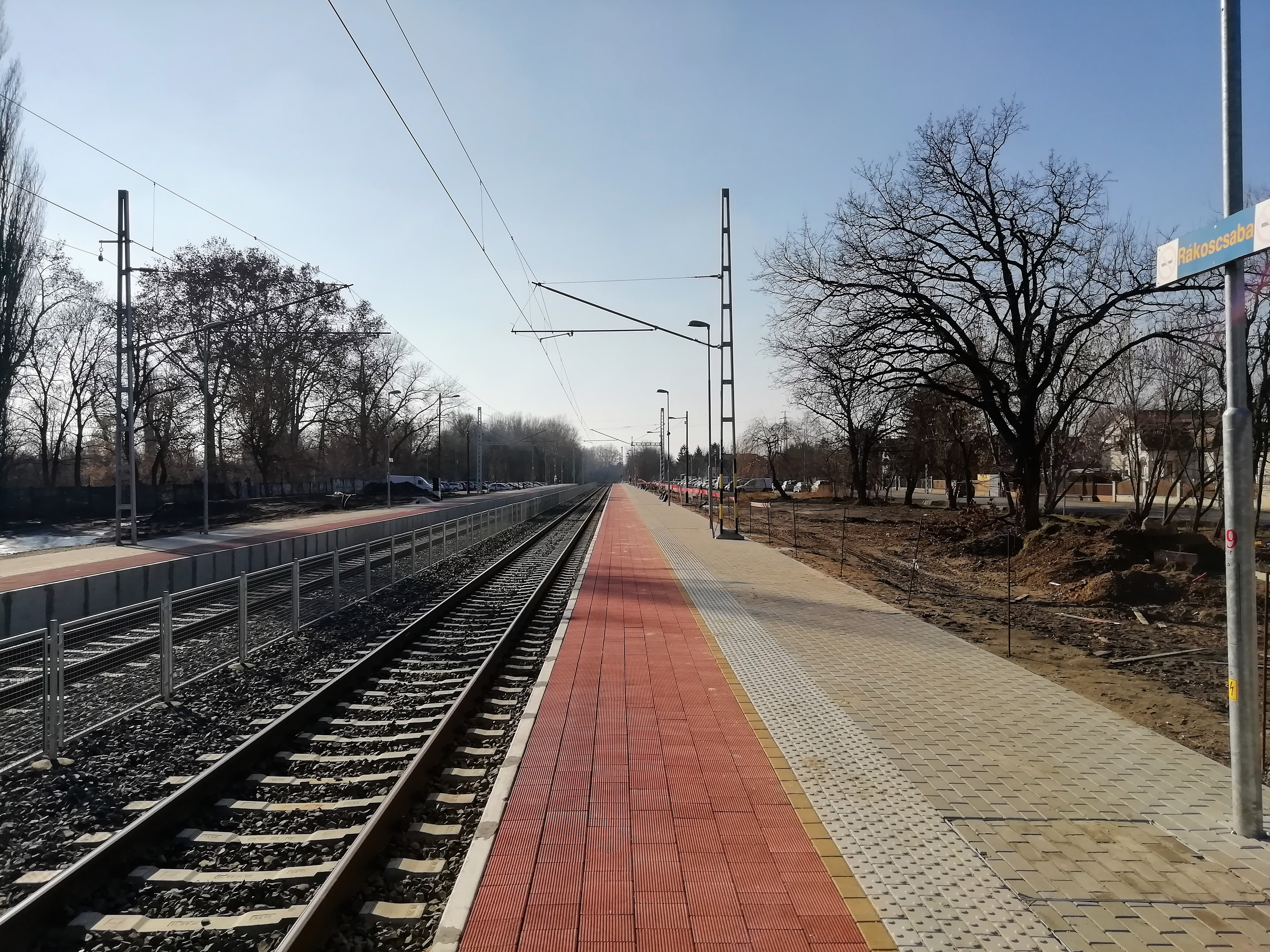
Rákoscsaba
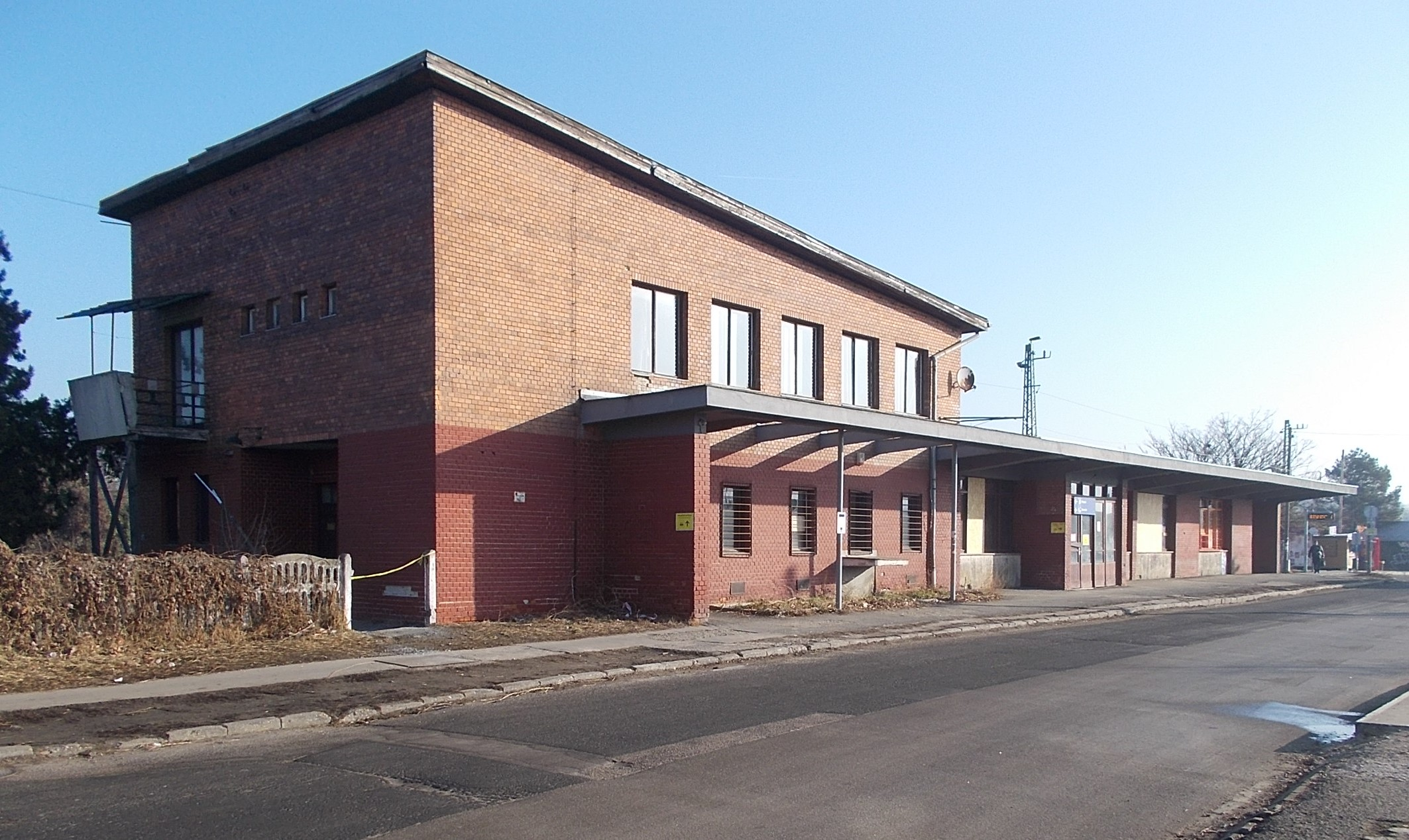
Pécel
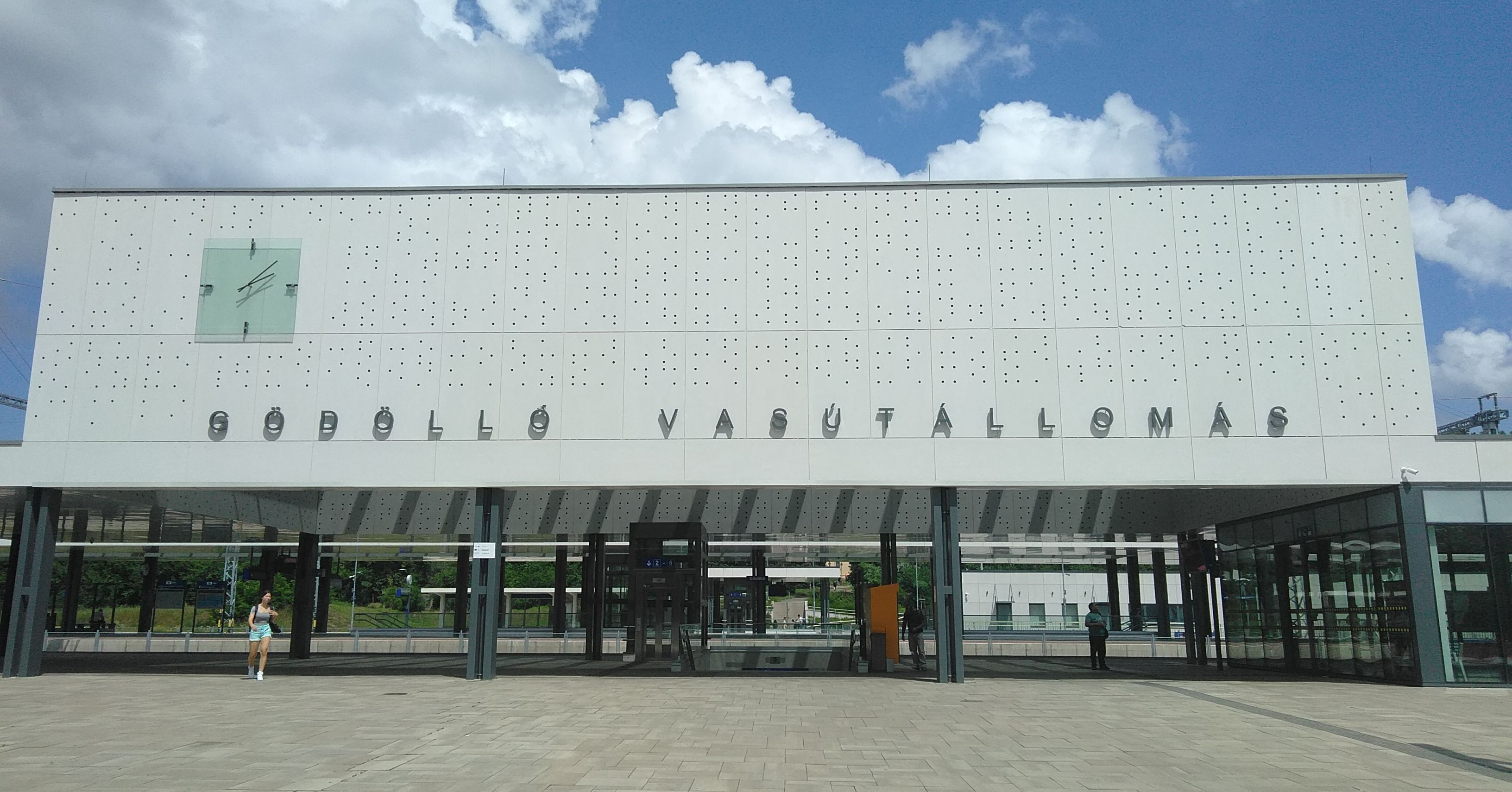
Gödöllő 2022-ben átadott új utasforgalmi épülete
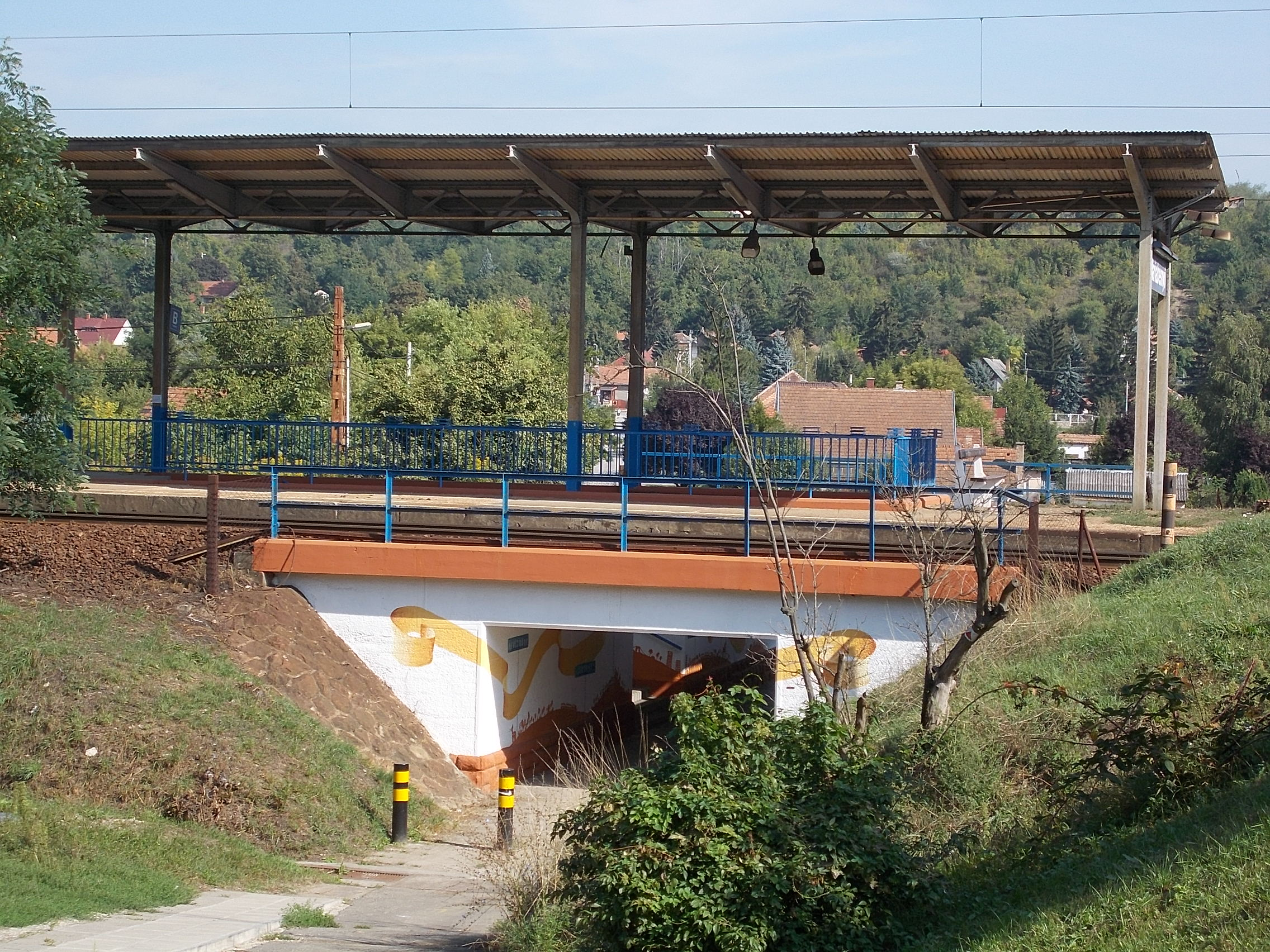
Máriabesnyő felújítás előtt
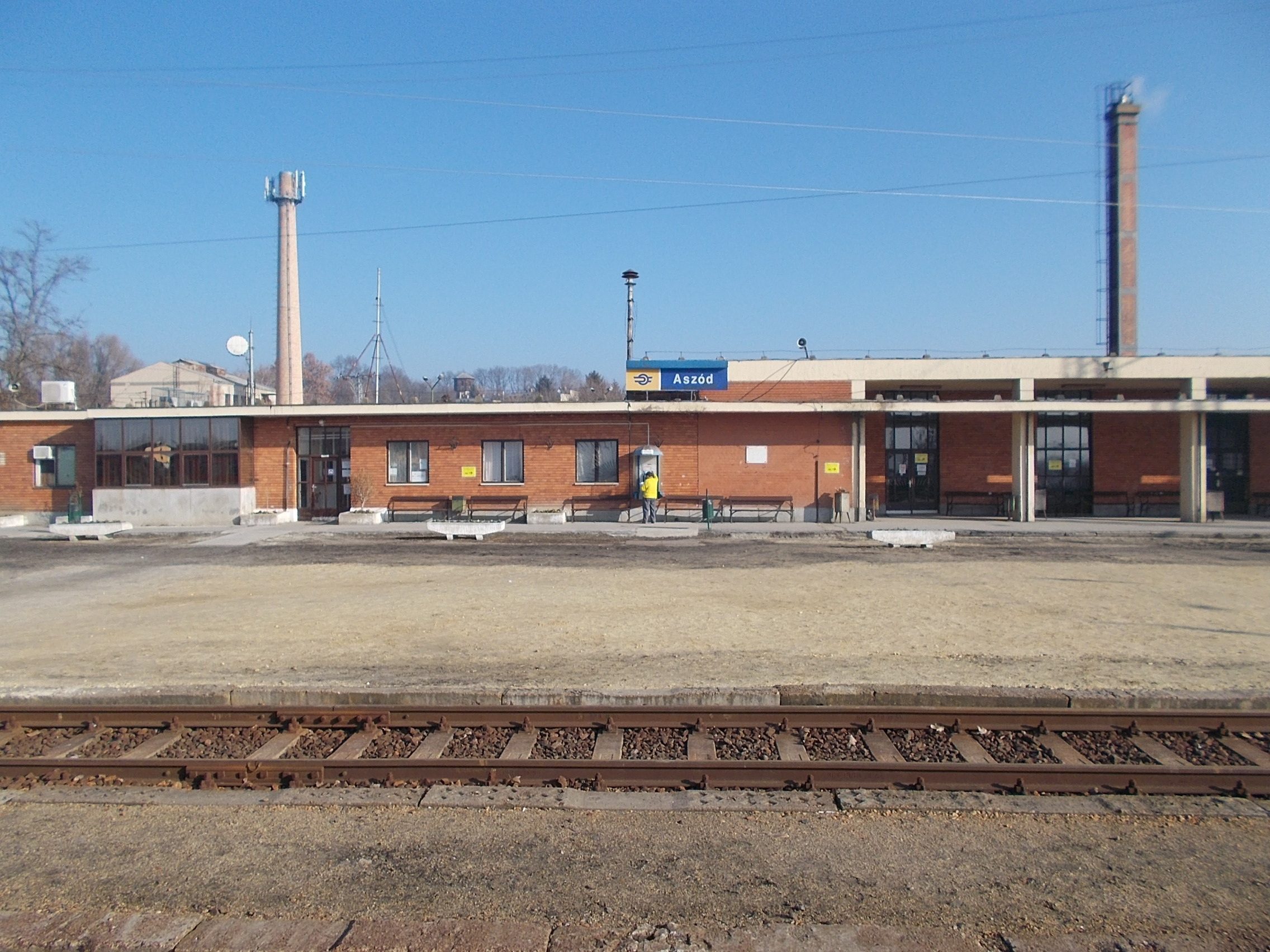
Aszód
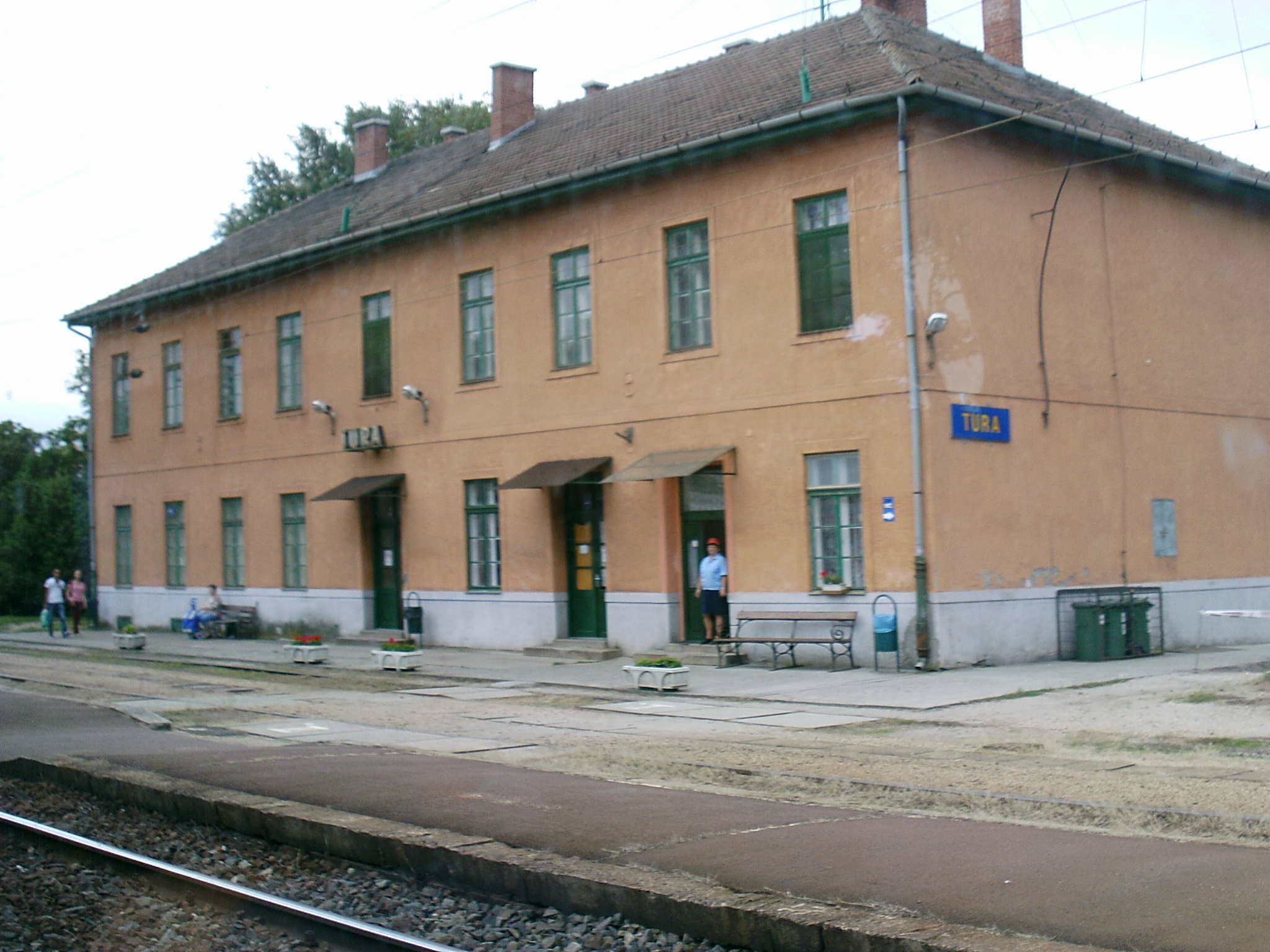
Tura
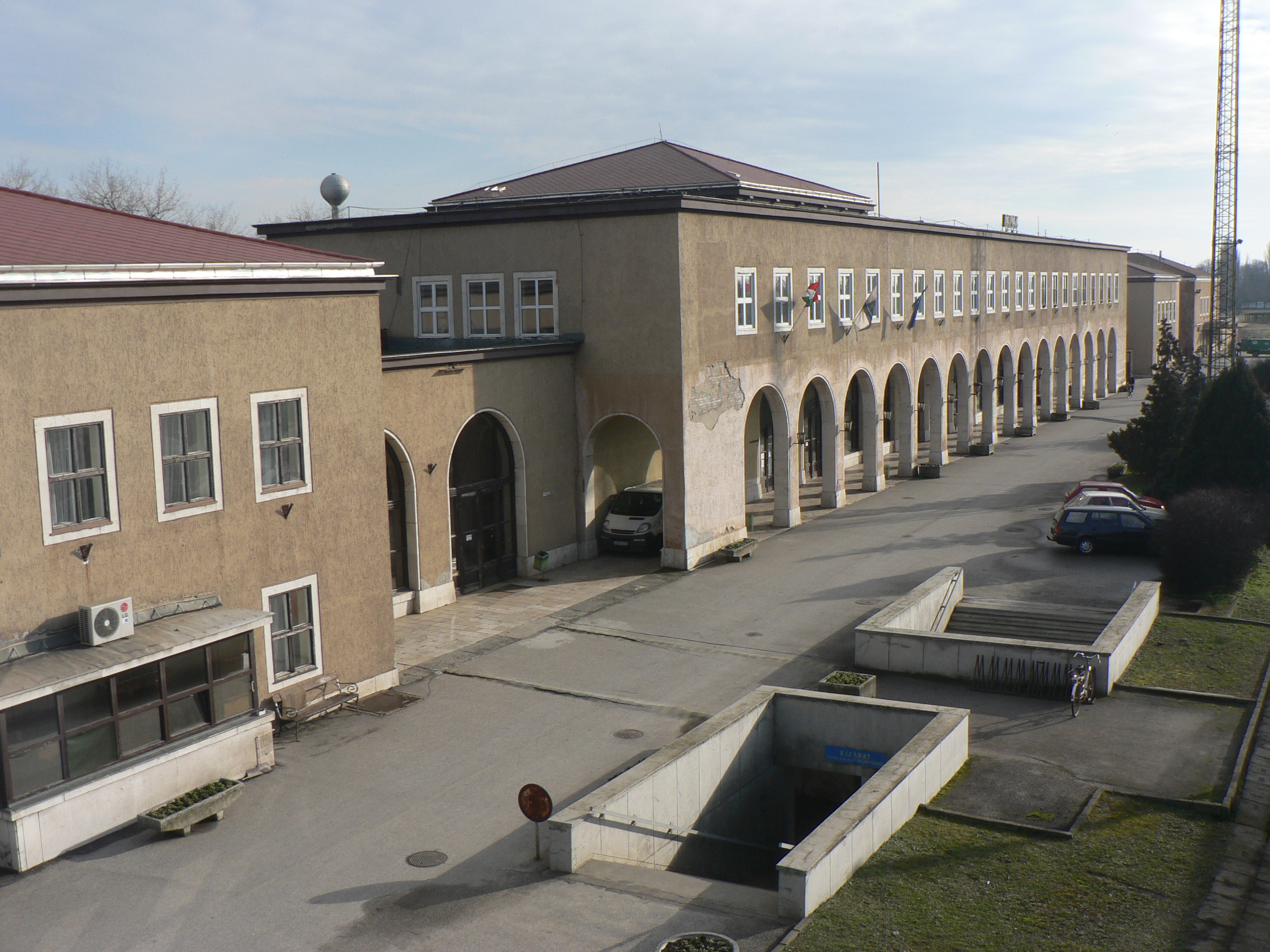
Hatvan
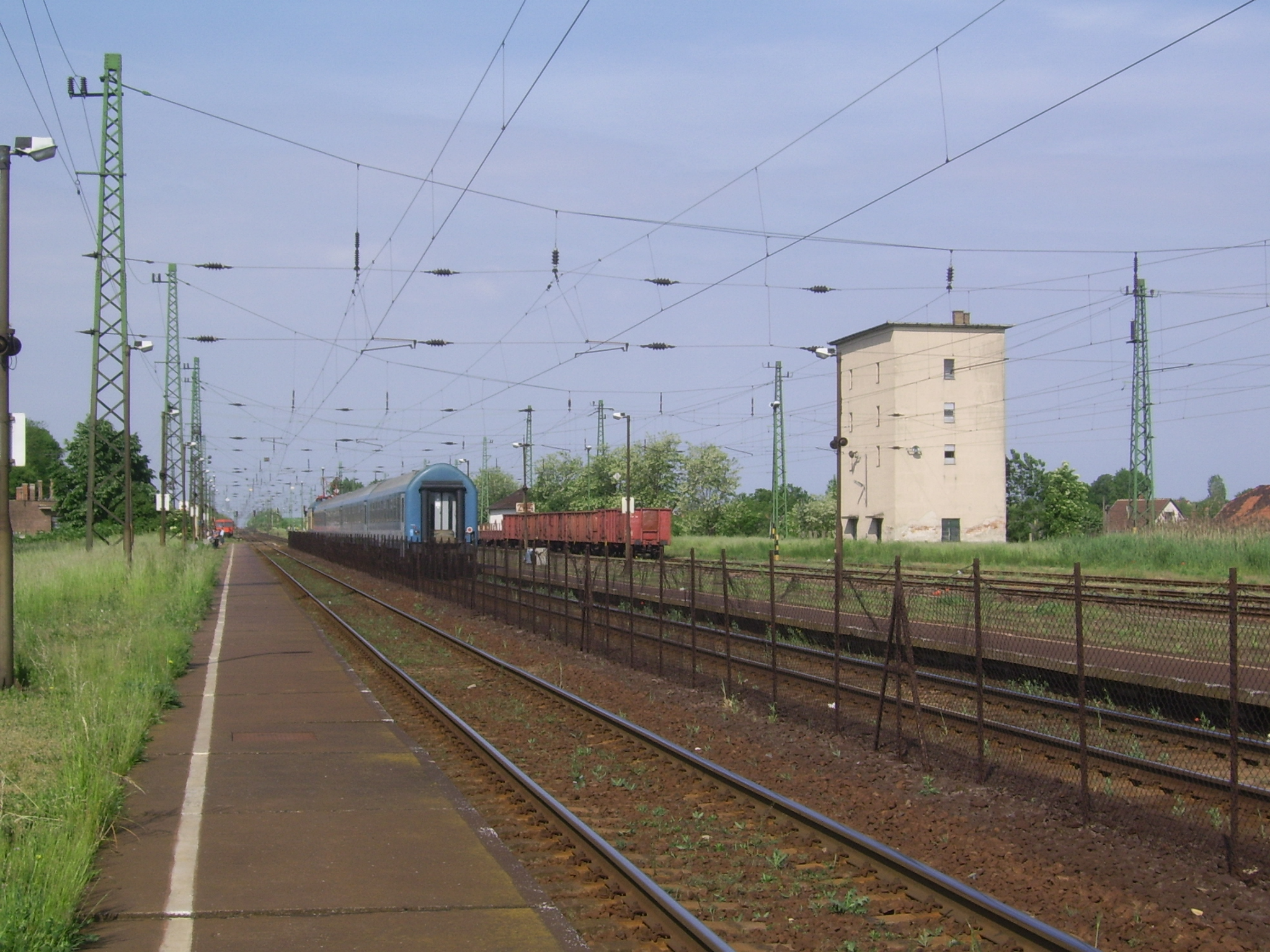
Vámosgyörk
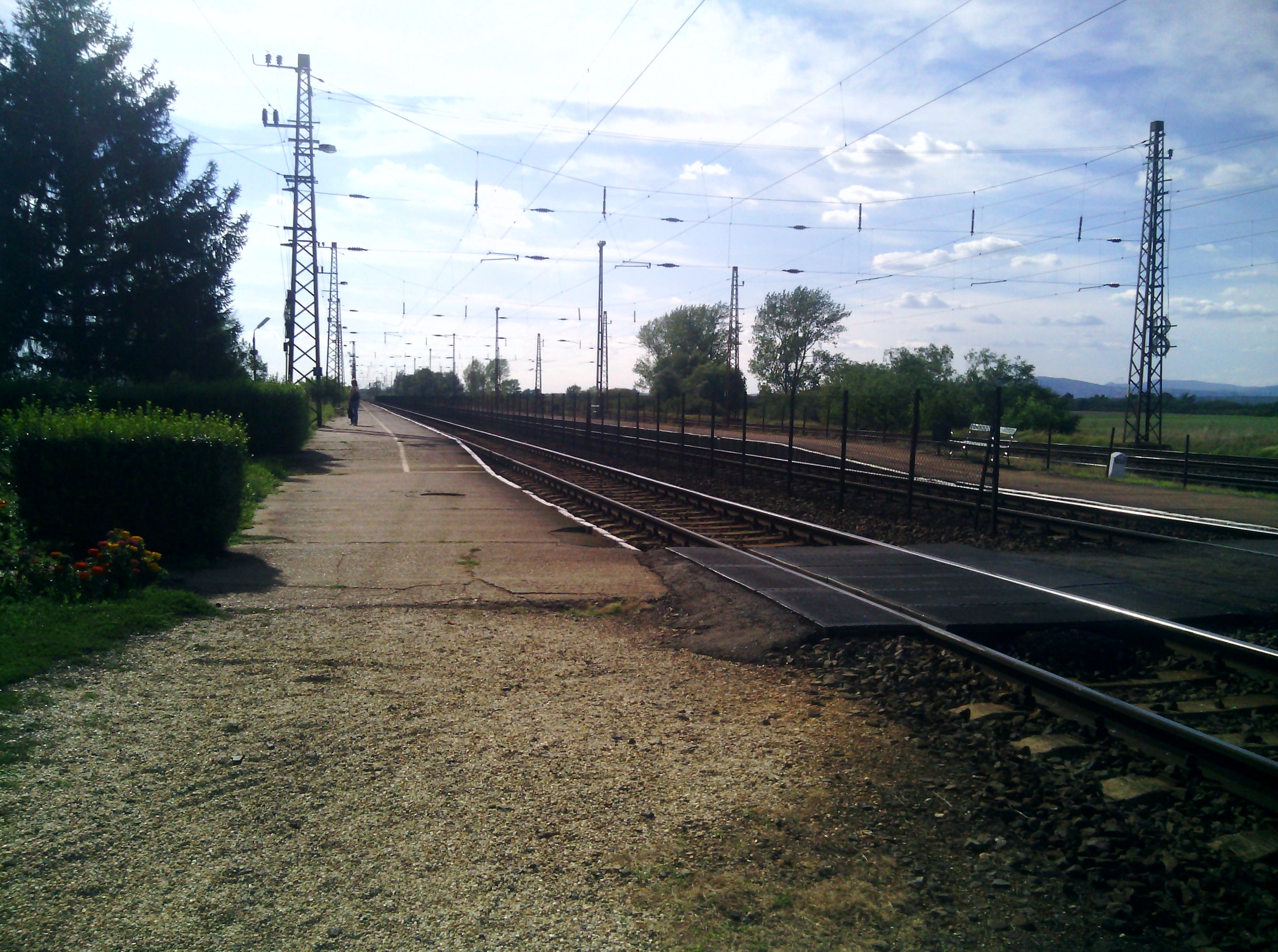
Nagyút
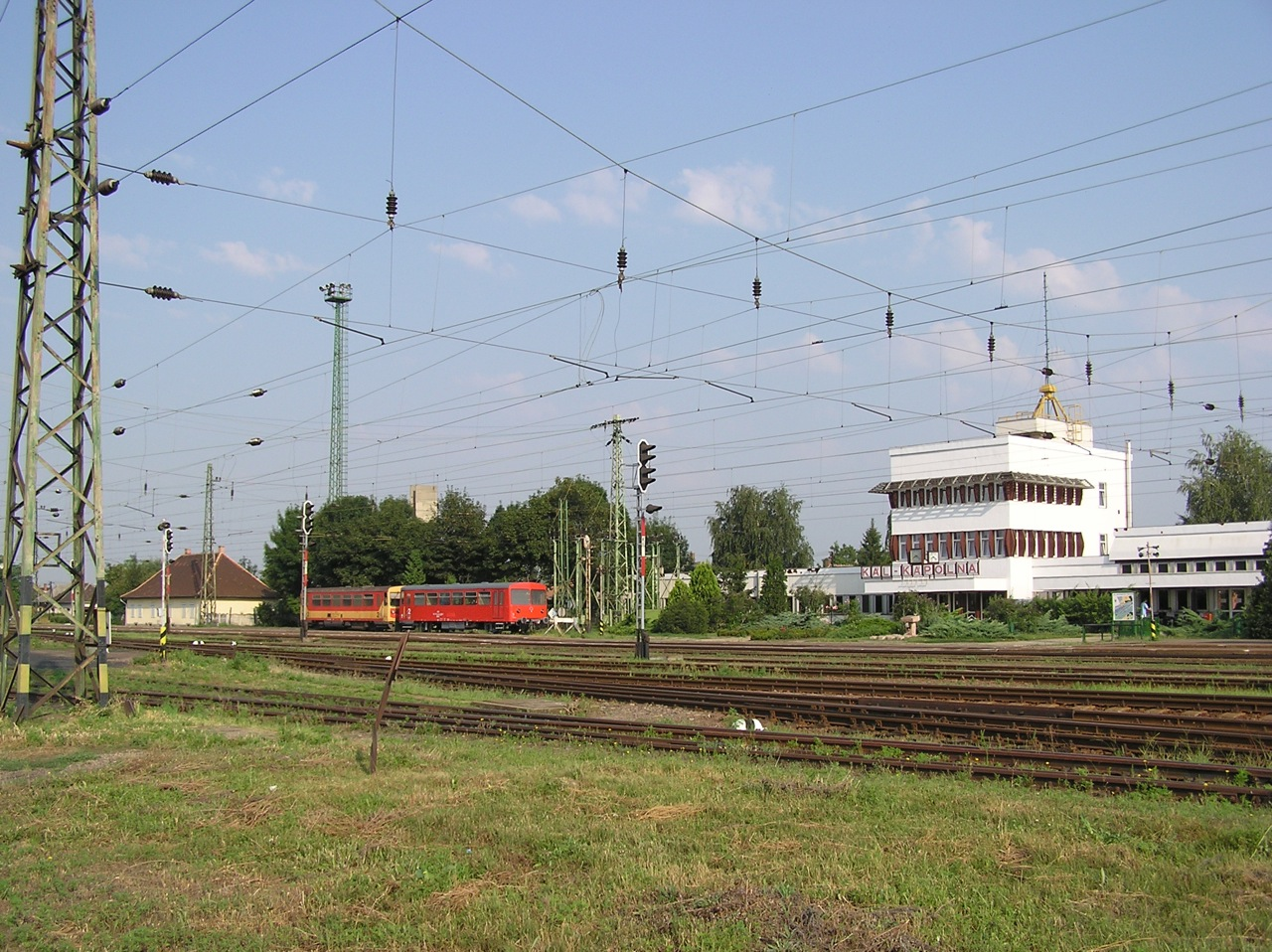
Kál-Kápolna
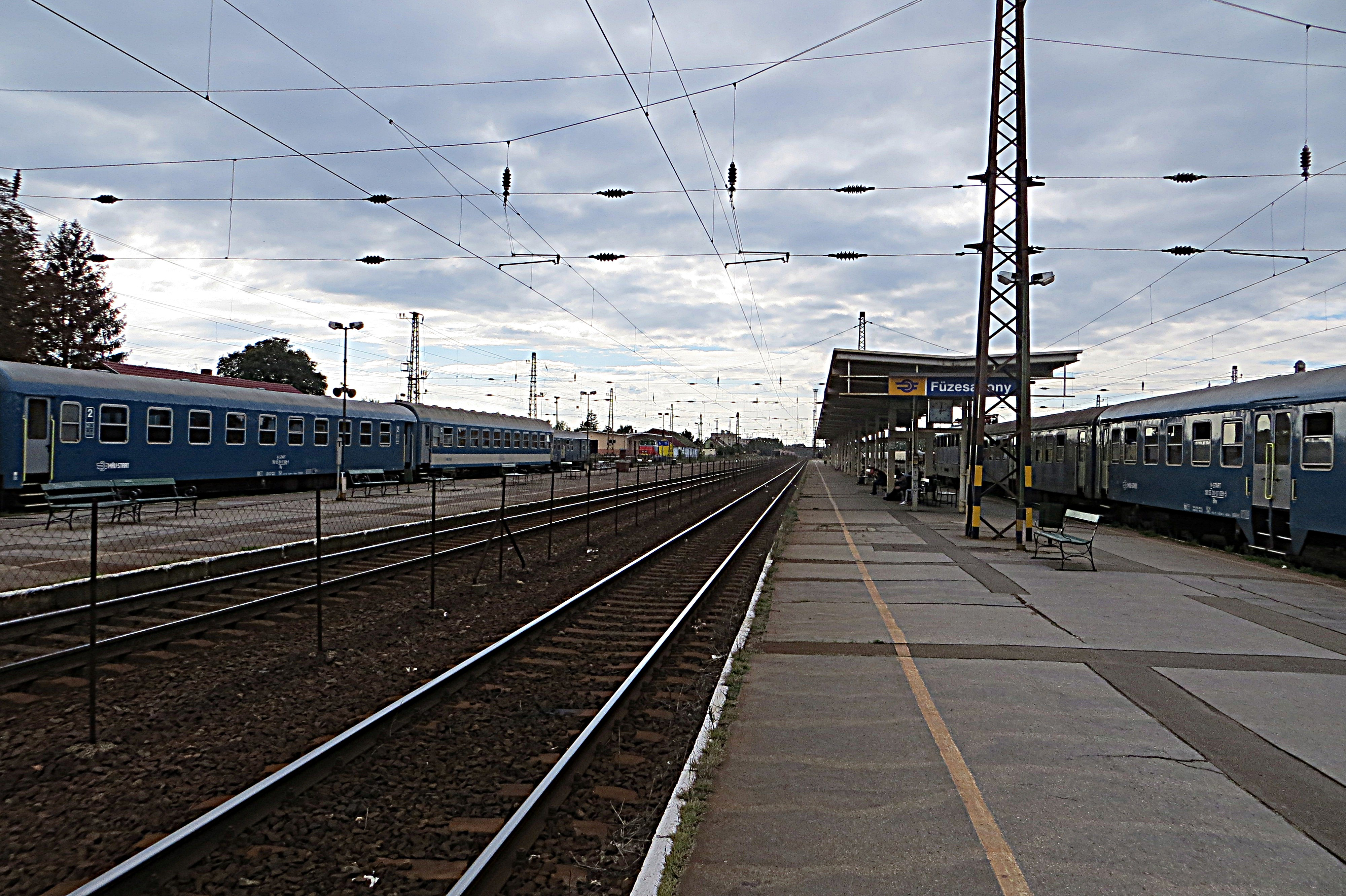
Füzesabony
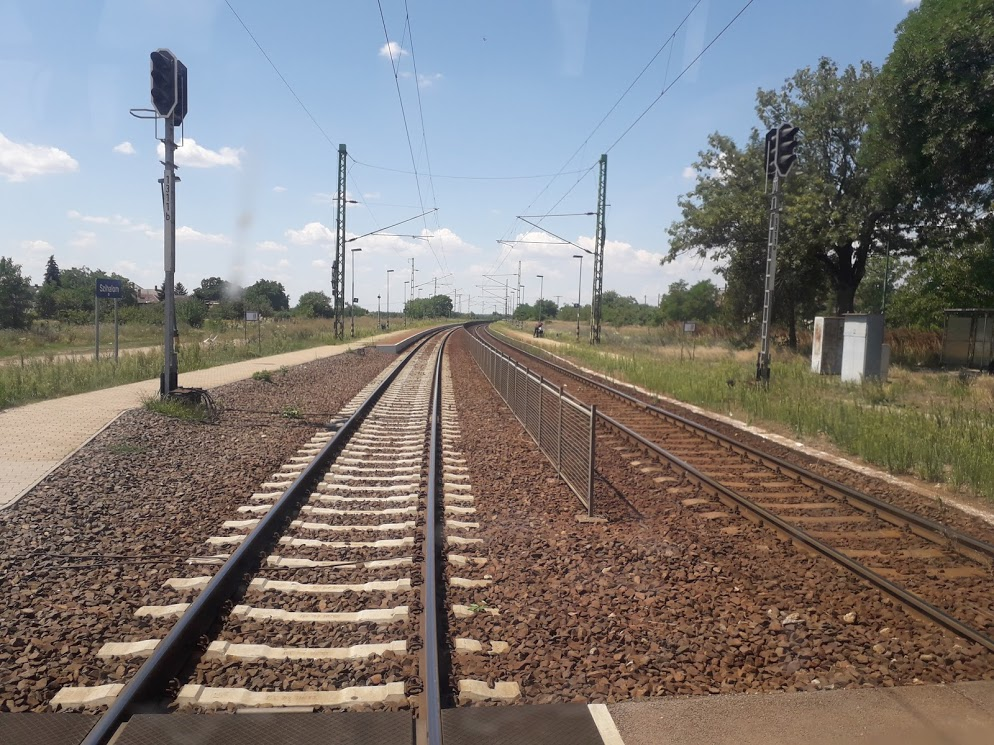
Szihalom
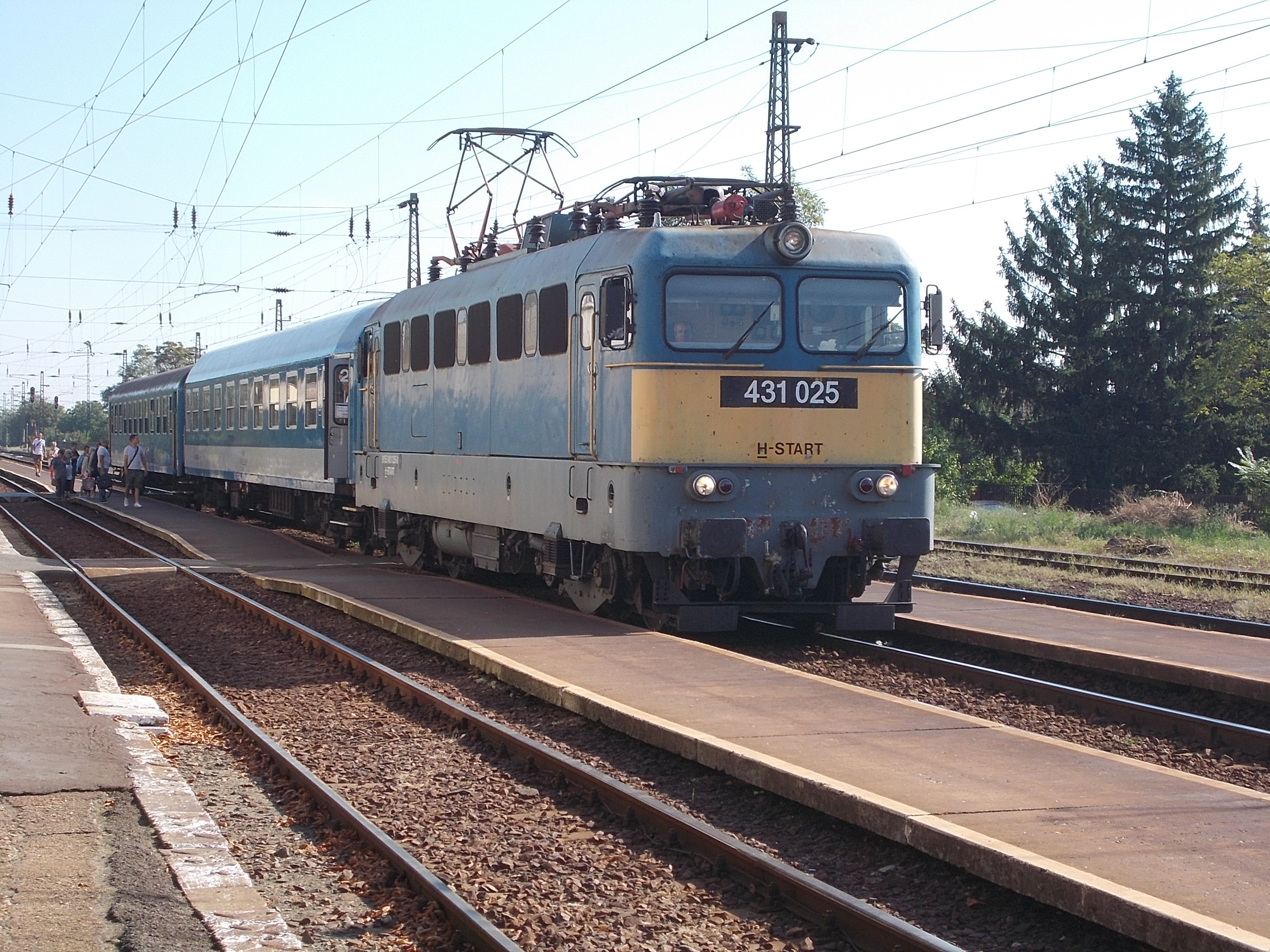
Miskolc-Tiszai–Füzesabony személyvonat Mezőkövesden
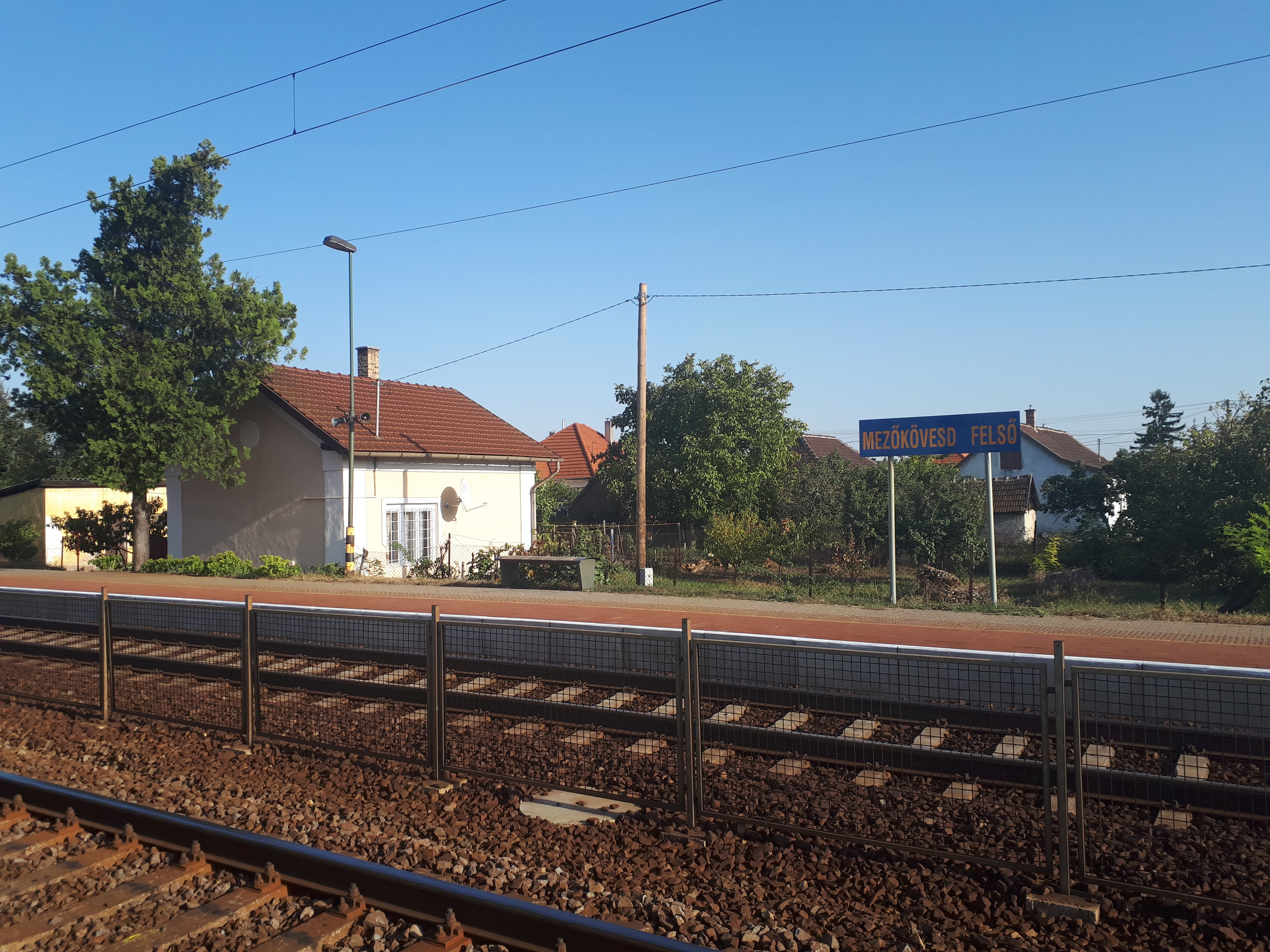
Mezőkövesd felső
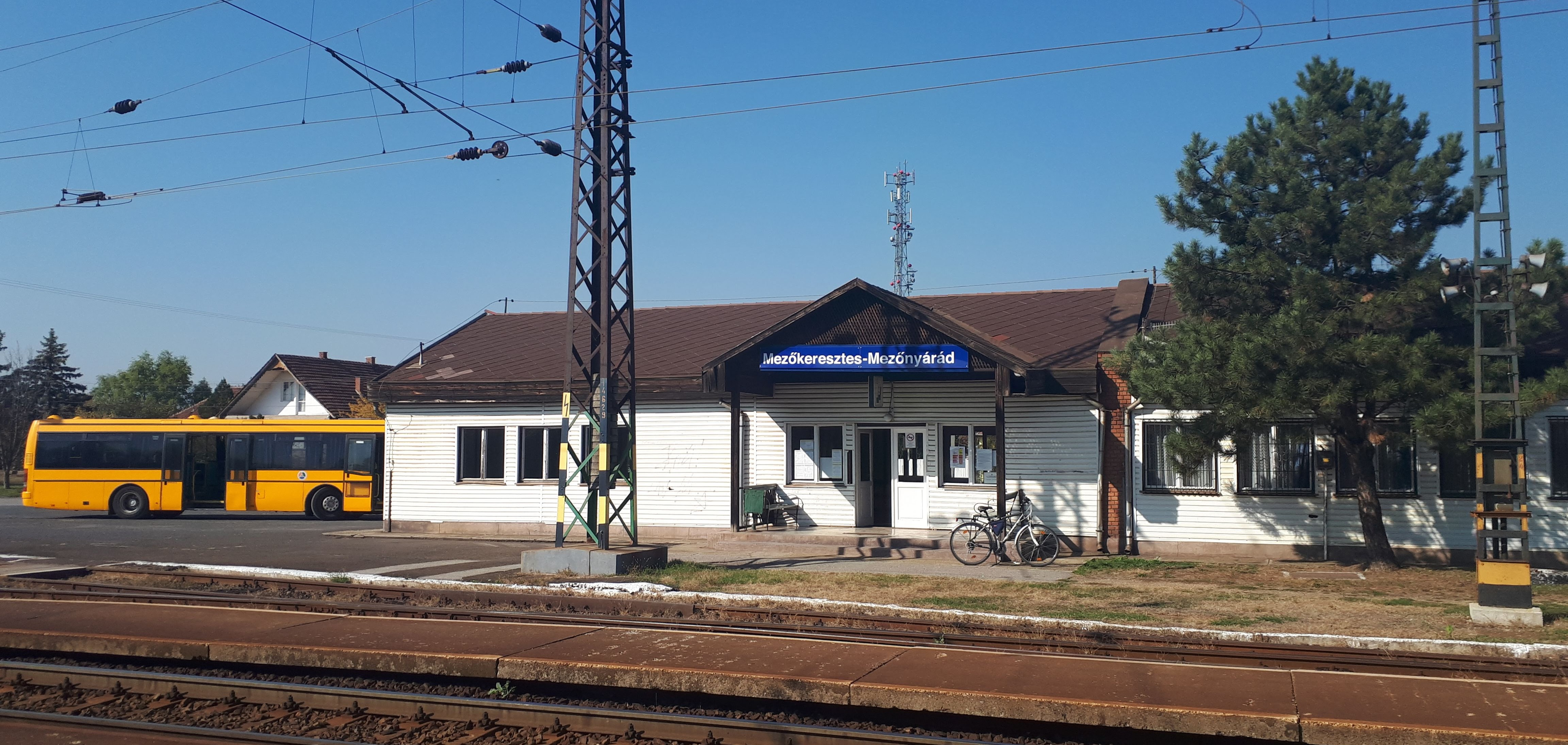
Mezőkeresztes-Mezőnyárád
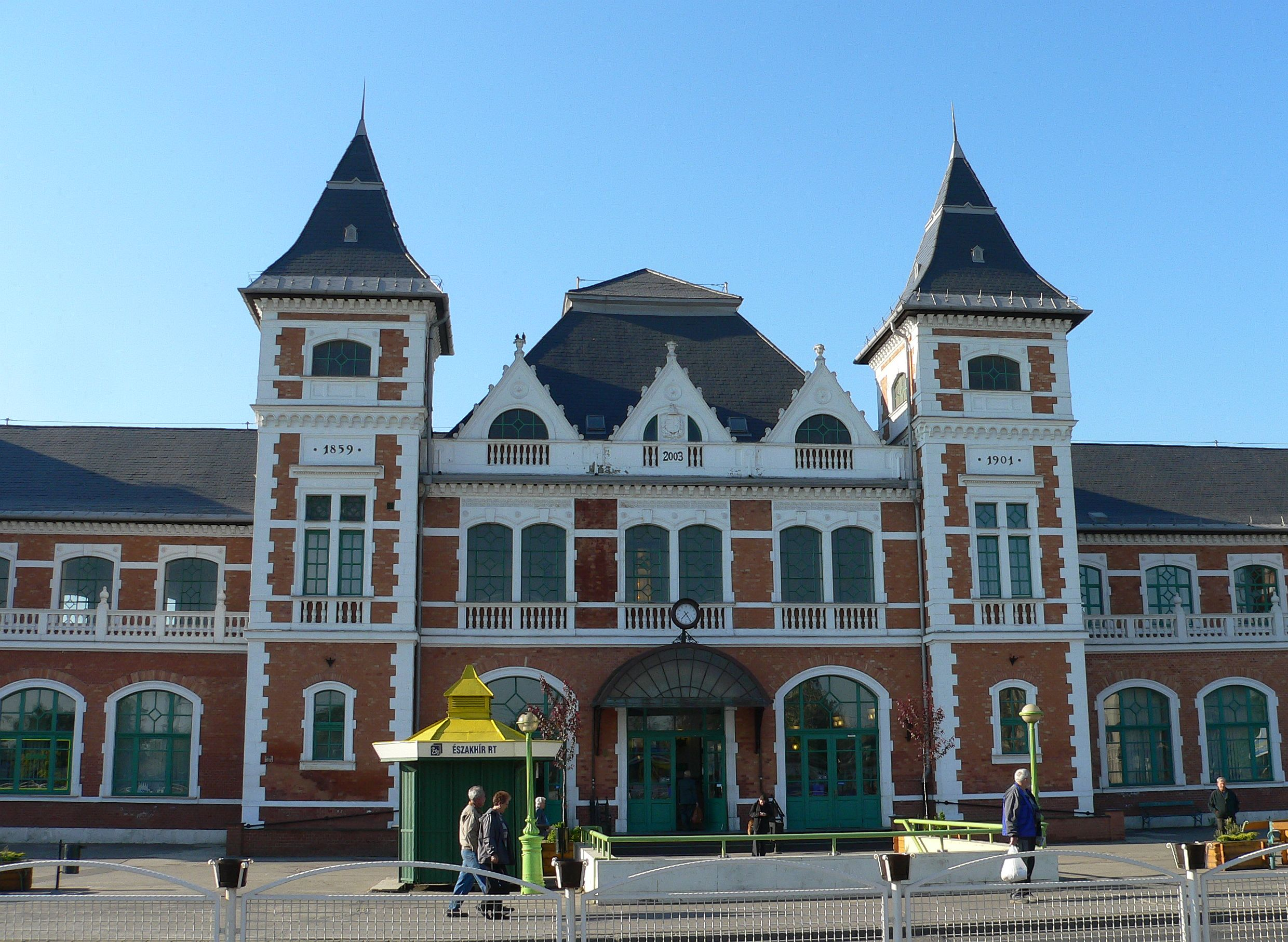
A miskolci Tiszai pályaudvar
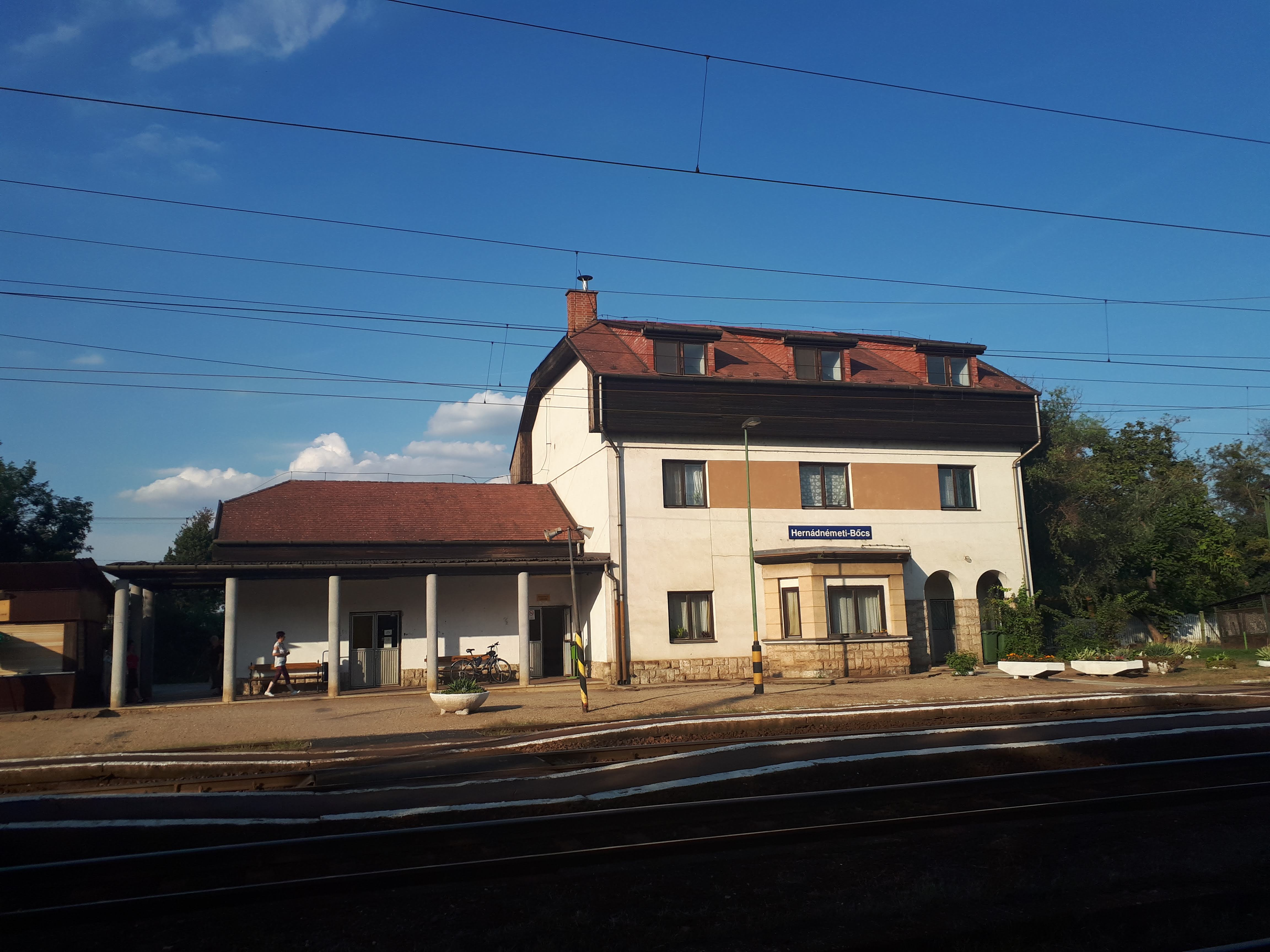
Hernádnémeti-Bőcs
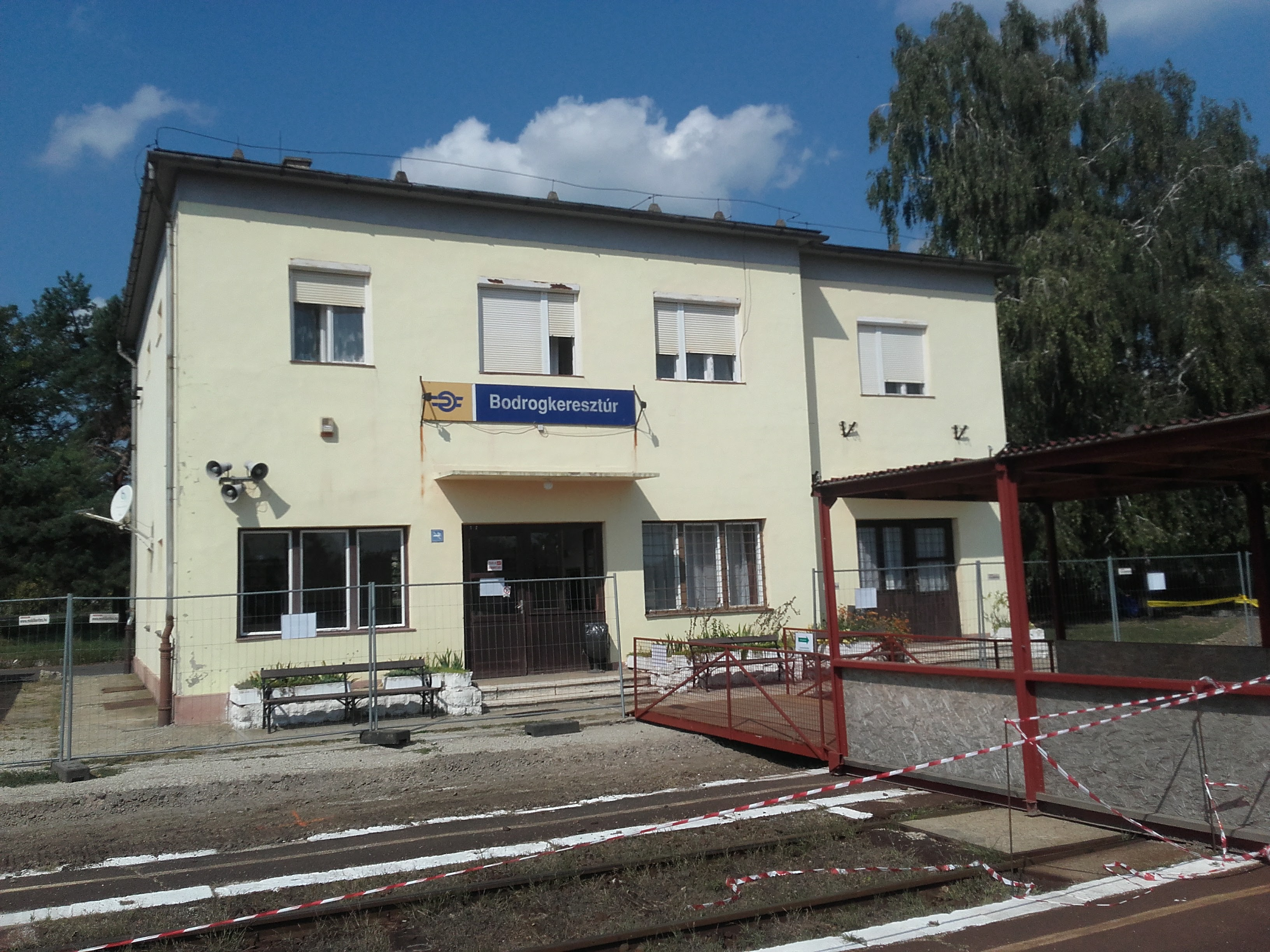
Bodrogkeresztúr
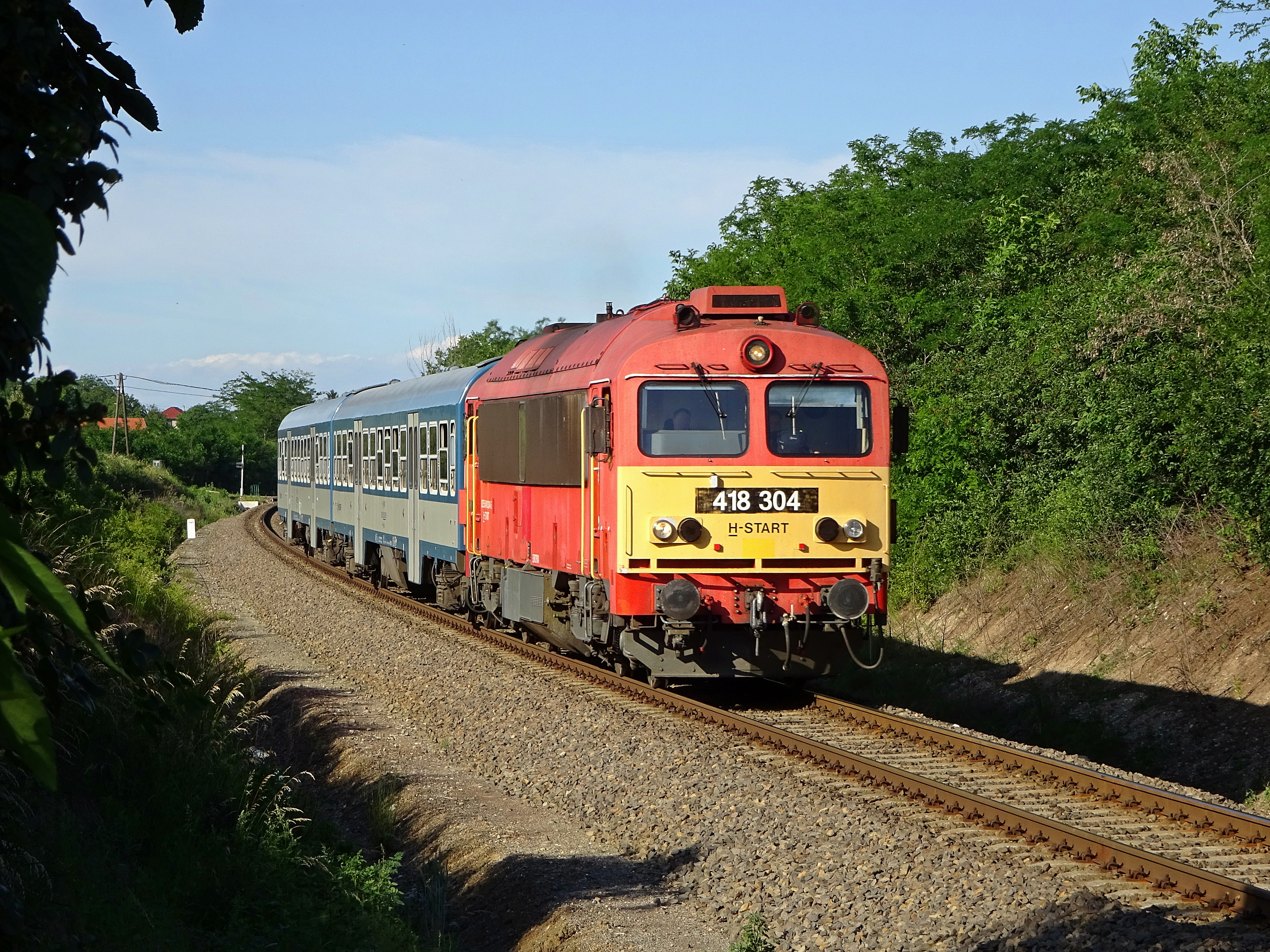
Vonat Szegi határában
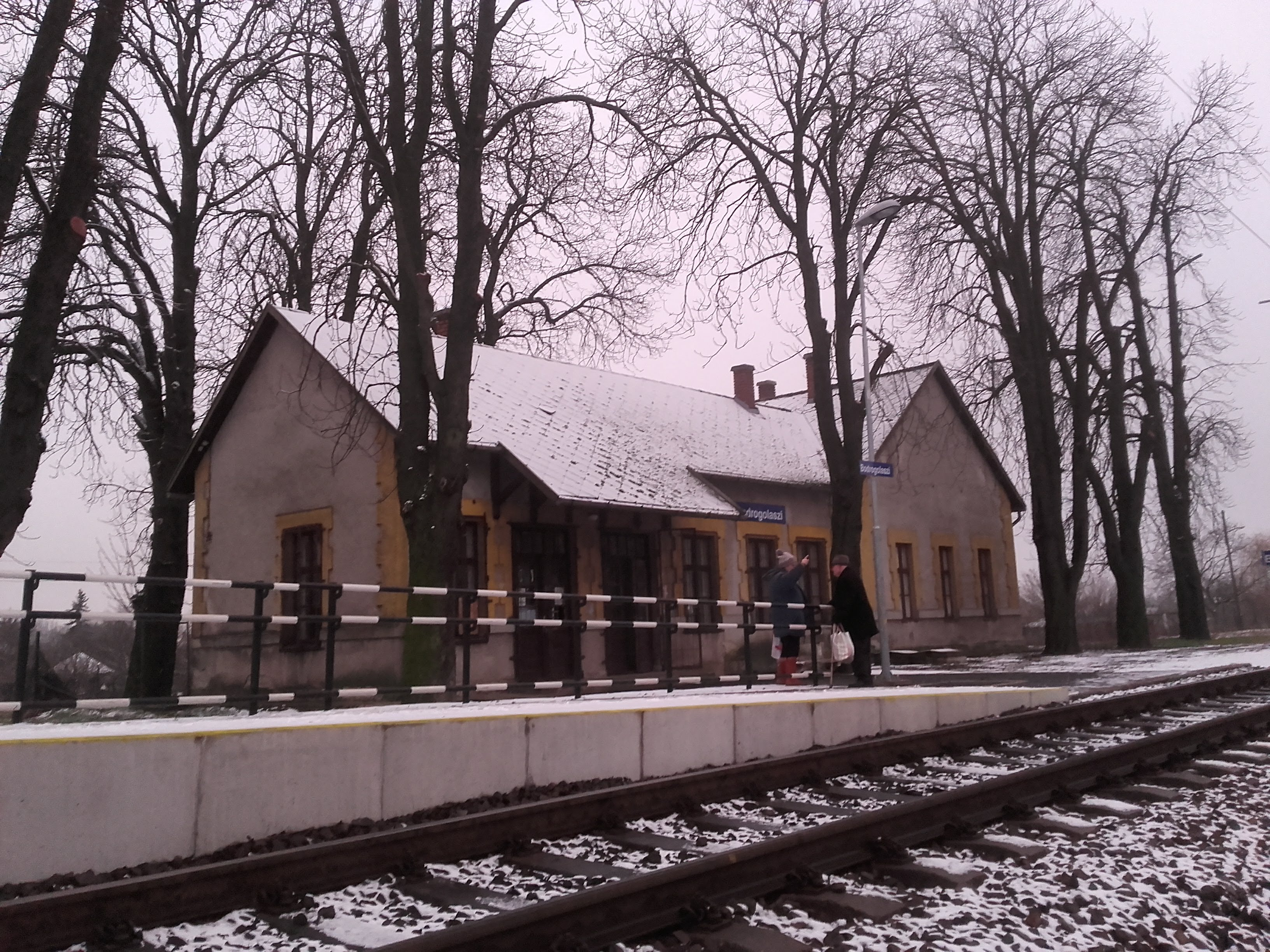
Bodrogolaszi
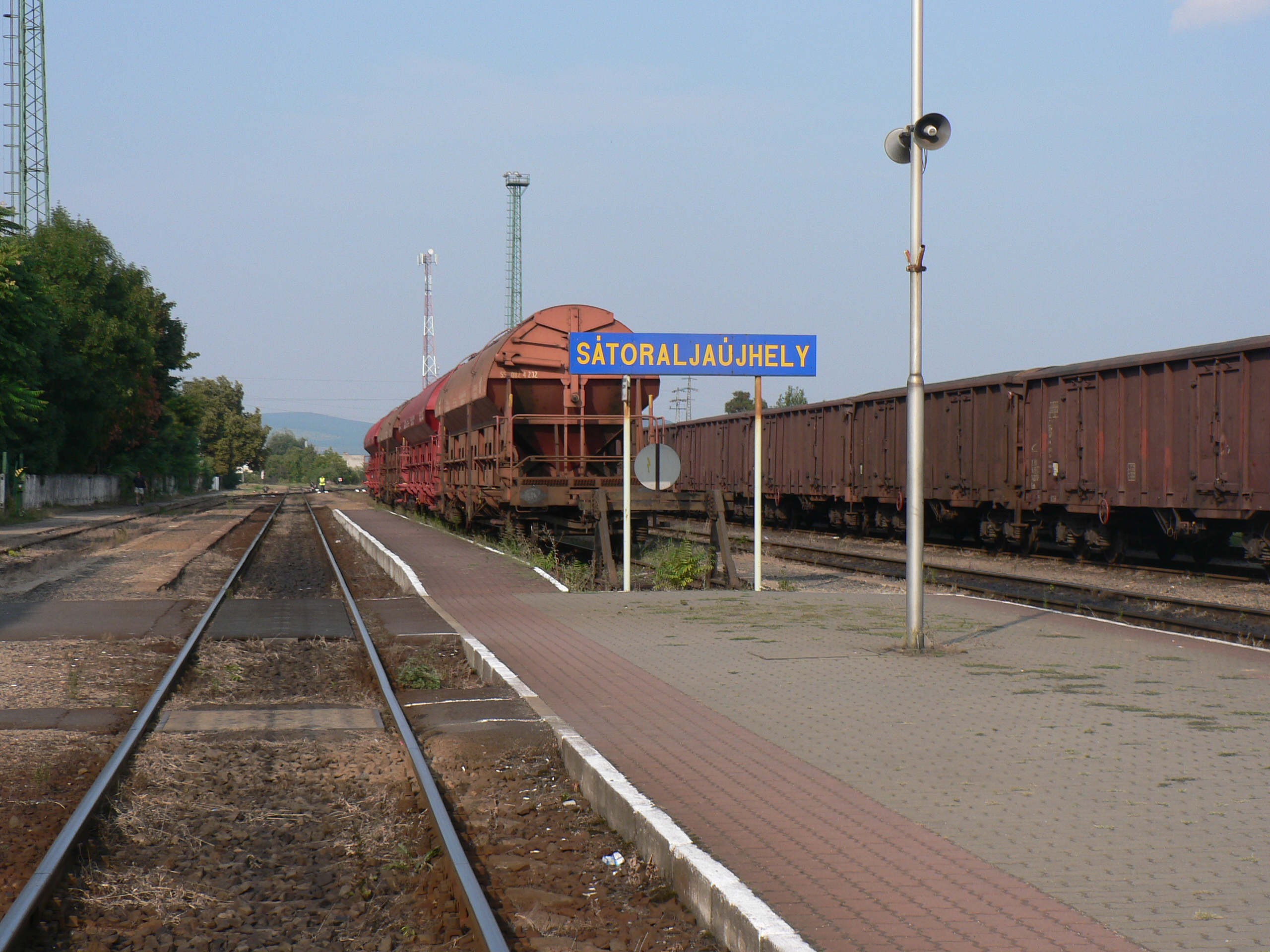
Sátoraljaújhely